# Storia delle donne e di genere

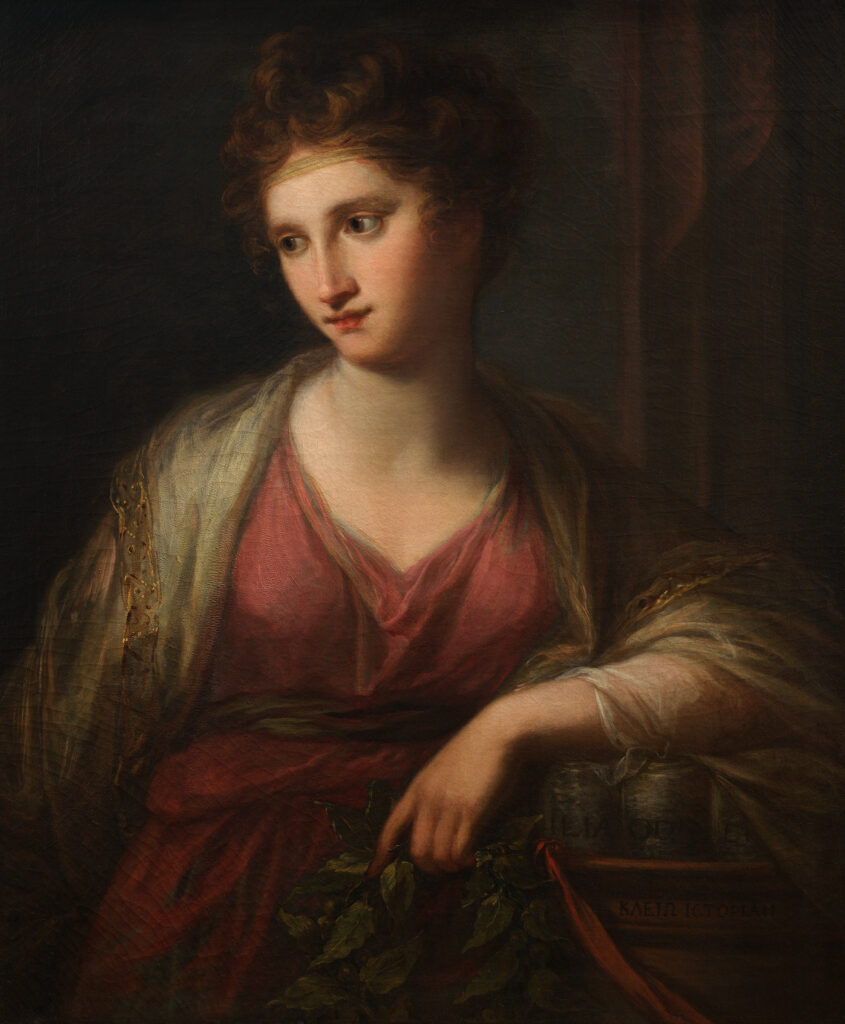
Clio, la musa della storia, di Angelika Kauffmann

La storia delle donne nasce come campo di ricerca accademico negli anni settanta del Novecento, sulla spinta del movimento femminista della seconda ondata affermatosi nel decennio precedente.
Altri fattori che contribuiscono alla sua nascita sono l'attenzione posta alle minoranze e alle culture dei popoli oppressi da parte dei movimenti contro la guerra e per i diritti civili e le nuove correnti storiografiche caratterizzate da un approccio interdisciplinare e dall'allargamento dei campi di indagine alle pratiche quotidiane, alle strutture sociali e alle dinamiche collettive delle società.
La Women's History si sviluppa inizialmente negli Stati Uniti e in Europa, dove le storiche femministe avviano i loro studi sotto l'influsso degli orientamenti degli studi di antropologia e della nuova storia sociale.
Lo scopo iniziale di questo nuovo campo di studi, che si connota per il suo approccio critico nei confronti della storia tradizionale, per la sua "alterità storiografica", è quello di recuperare e documentare la storia delle donne ignorate o poste ai margini della storiografia ufficiale, rivalutando e dando visibilità alla loro presenza e al loro contributo nella storia, esplorandole come soggetti storici.
Un altro obbiettivo, connesso al primo, è quello di promuovere una ricostruzione della storia delle donne a partire dal lavoro femminile, una riappropriazione della ricerca da parte delle storiche.
Costruendo la “her-story”, un termine coniato dal movimento femminista dei paesi anglosassoni in contrapposizione alla “his-story”, le studiose femministe intendono "contrastare l’epistemologia classica della storia, che attribuiva al soggetto maschile caratteri di universalità", indagando il passato delle donne omesso dalla narrazione dominante e interrogandosi nel contempo sulle scelte, le priorità, le metodologie e i valori della storia tradizionale.
A partire dalla seconda metà degli anni ottanta, il concetto di storia delle donne viene sempre più esteso, o sostituito, con quello di storia di genere, delle relazioni tra i sessi intese come prodotto di costruzione sociale, e si evolve verso nuove prospettive come l'intersezionalità e la storia globale.

## Ambito della disciplina

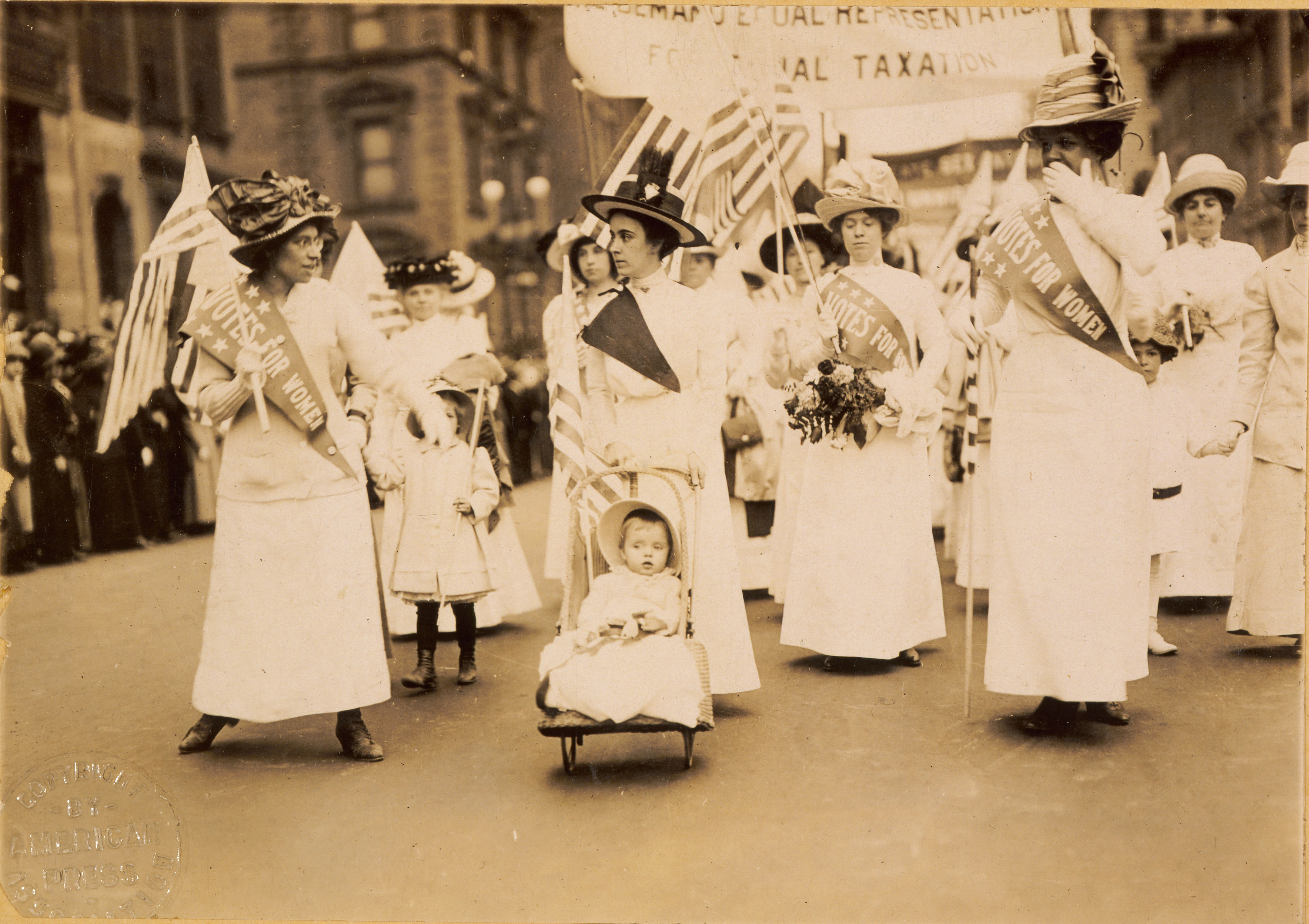
New York, manifestazione per il suffragio, 1912

La storia delle donne, inizialmente volta al recupero di biografie di donne "notabili" o di figure in precedenza poco esplorate e marginalizzate, come sante e streghe, mistiche e rivoluzionarie, prostitute e artiste, si è successivamente estesa, abbracciando un approccio multidisciplinare.
Si è occupata di una vasta gamma di temi che riguardano la storia politica e sociale (ruolo delle donne nel lavoro, nelle istituzioni politiche, nei movimenti sociali e nei cambiamenti storici più significativi), la storia culturale e religiosa (contributo femminile in ambito letterario, artistico, filosofico e scientifico; rappresentazione delle donne nella storia, nella cultura popolare, nei media); gli studi sul corpo (riproduzione, maternità, sessualità, dimensione performativa del corpo), gli studi intersezionali (interazione della categoria del genere con quella di classe, razza e altre identità sociale) e transnazionali, che hanno arricchito la disciplina offrendo prospettive diverse e globali.
La storia di genere, con la quale la storia delle donne si è rapportata a partire dalla metà degli anni ottanta, esamina le dinamiche di potere tra uomini e donne in tutti gli ambiti della storia e della società, analizzando come il genere sia costruito socialmente e come influisca sulle relazioni interpersonali e istituzionali, nei simboli, nella gestione della conoscenza, della trasgressione e della violenza, del discorso pubblico e politico.

## Metodologie e approcci
La loro sottomissione a istituzioni partiarcali è anteriore
a tutte le altre oppressioni e ha superato tutti i cambiamenti economici e sociali registrati nella storia.
Quindi, per definizione, la storia delle donne non è una "specialità esotica", una moda contemporanea, un'oscura suddivisione che si occupa di un'altra "minoranza". Al contrario. La storia delle donne pone una sfida a tutti gli studi storici: richiede un riesame fondamentale dei presupposti e della metodologia
della storia tradizionale.»
(Gerda Lerner, The Majority Finds Its Past, 1976)

### Critica della storiografia tradizionale

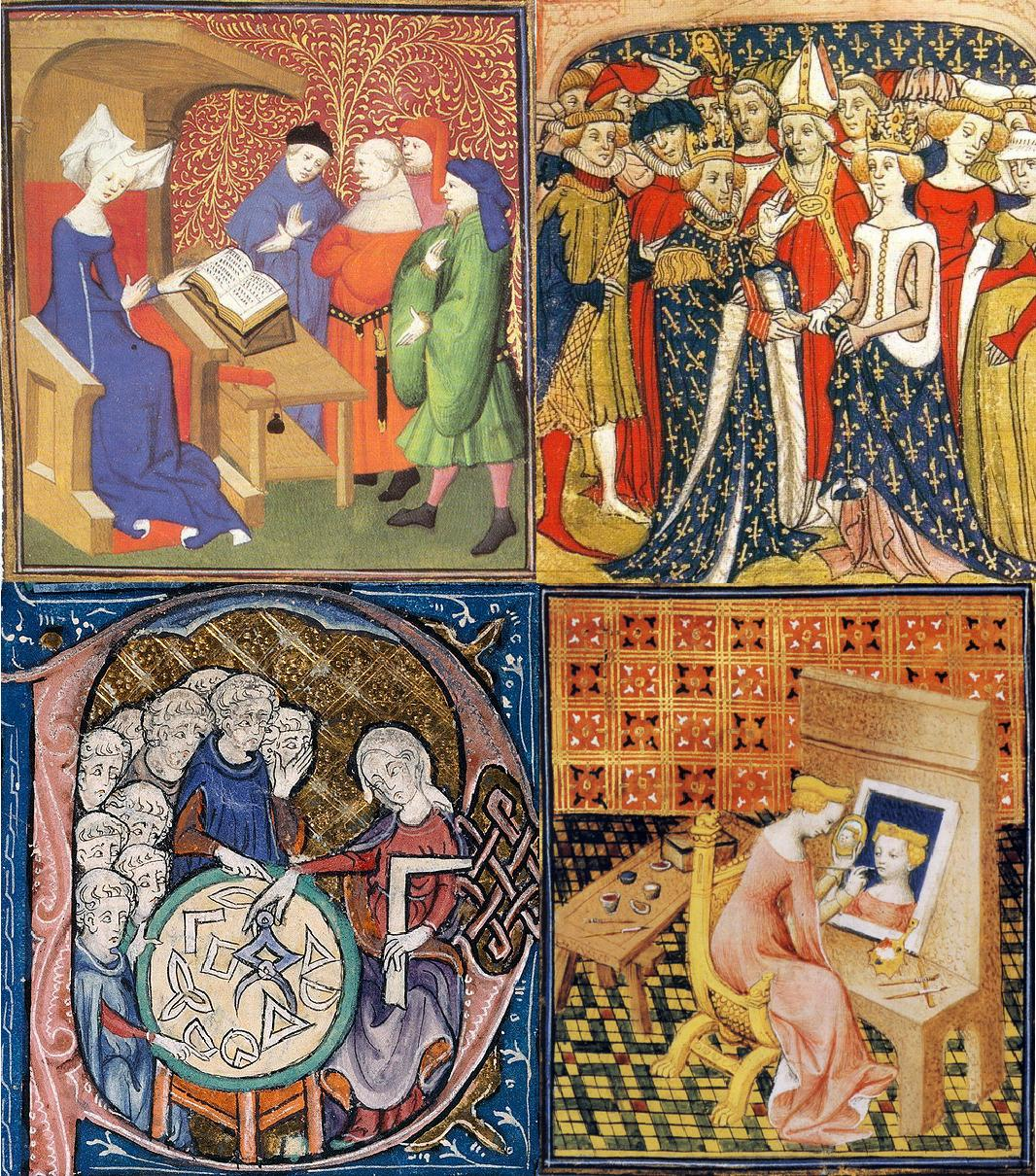
Le occupazioni femminili nel medioevo, dal De mulieribus claris di Giovanni Boccaccio

La storia delle donne si distingue per il suo approccio critico nei confronti della storiografia tradizionale, in quanto mette in discussione le modalità con cui la conoscenza storica è stata elaborata, le categorie di analisi impiegate, i soggetti ritenuti meritevoli di studio e l'idea di una "storia neutra".
In particolare sostiene che le narrazioni storiche e la ricerca storica tradizionale sono influenzate da un punto di vista androcentrico che concepisce la storia come "fatta dagli uomini, vissuta dagli uomini, scritta dagli uomini", in cui le attività femminili risultano subordinate, poco rilevanti o ignorate.
In questo contesto la storia delle donne ambisce a costruire un nuovo quadro concettuale e nuovi paradigmi storiografici, capaci di riconoscere la rilevanza della connotazione sessuale dei soggetti e la centralità del genere nelle dinamiche storiche, restituendo visibilità alle esperienze femminili tradizionalmente marginalizzate.
Secondo le storiche coinvolte, non si tratta semplicemente di aggiungere le donne alle narrazioni esistenti ("add women and stir"), ma di riconsiderare le fondamenta concettuali della disciplina, problematizzando questioni come la periodizzazione, le teorie del cambiamento sociale e le categorie interpretative.

### Periodizzazione e teorie del cambiamento sociale

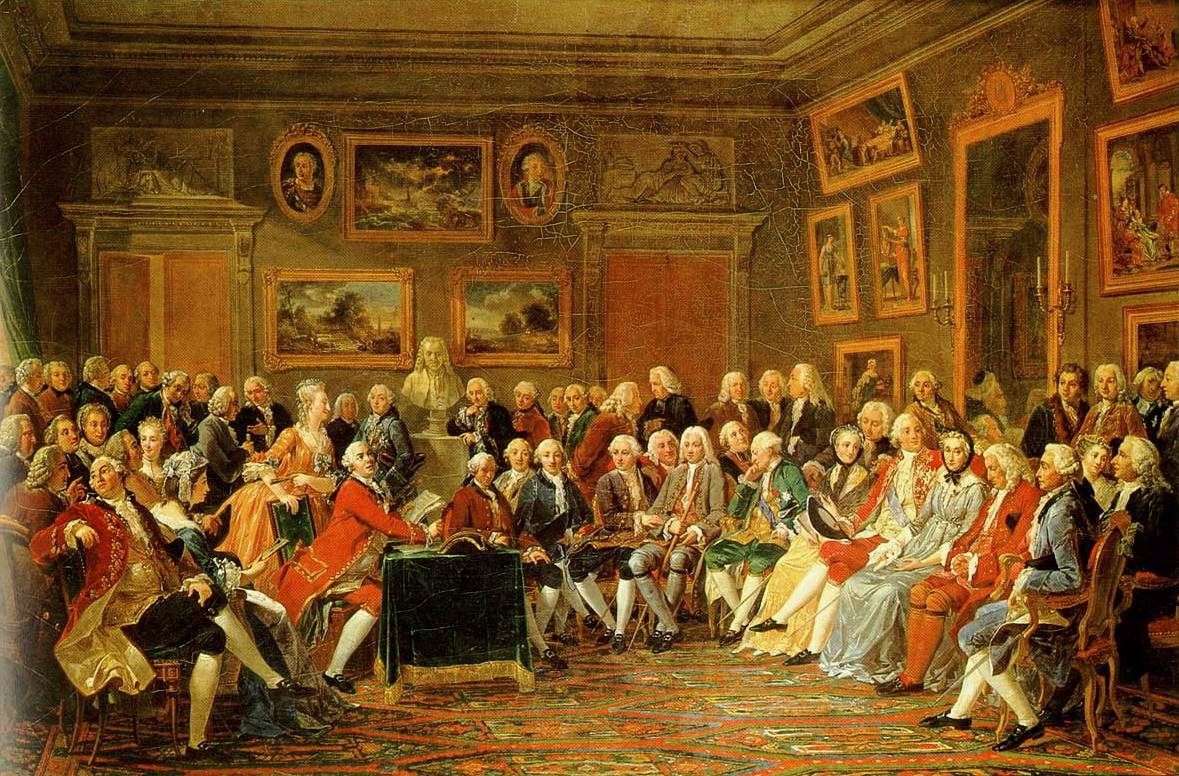
Salon de Madame Geoffrin

Un importante aspetto della metodologia della storia delle donne ha riguardato la messa in discussione delle tradizionali periodizzazioni storiche. Nel saggio Did Women Have a Renaissance? (1976), la storica statunitense Joan Kelly si è chiesta se i momenti considerati svolte epocali nella storia e nella cultura occidentale - dal Rinascimento alla Rivoluzione francese - abbiano avuto lo stesso impatto per entrambi i sessi, se le esperienze vissute dalle donne siano assimilabili a quelle vissute dagli uomini.
Secondo Kelly, se si assumesse come criterio lo status delle donne - come sostenne Charles Fourier, indicando l'emancipazione delle donne come indice dell'emancipazione generale - la percezione dei "progressi" storici cambierebbe radicalmente, mostrando che periodi considerati fasi di avanzamento culturale potrebbero invece segnare un peggioramento per le donne.
Questa prospettiva ha offerto anche uno stimolo per il ripensamento critico di categorie storiche fondanti le narrazioni della storia e della cultura occidentale, come la tradizionale scansione tra medioevo ed età moderna, e di concetti come continuità e rottura, differenza e dipendenza, ripetizione e rinnovamento.
Alcune storiche hanno adottato la nozione di lunga durata della scuola delle Annales, sostenendo che l'oppressione patriarcale sia stata una costante attraverso i secoli, una lettura criticata da altre studiose per il rischio di rappresentare le donne come intrappolate in una condizione in una condizione di "immobilità" legata a una "natura femminile immutabile", senza margini di trasformazione.
Parallelamente, studi di storia economica e sociale, con risposte diverse, hanno analizzato l'importanza delle strutture economiche, del capitalismo, dell'industrializzazione e del lavoro salariato femminile come agenti di cambiamento nella storia delle donne. Alcune studiose hanno proposto una periodizzazione basata sulla funzione riproduttiva e sulle trasformazioni del ruolo materno, ritenuta da parte di altre un approccio riduttivo e potenzialmente isolante rispetto ai più ampi processi storici.
Progressivamente si è andata affermando l'idea di una periodizzazione e di una teoria del cambiamento sociale in grado di incorporare le relazioni di genere nelle grandi trasformazioni sociali, politiche ed economiche. Secondo Joan Kelly, il secondo importante contributo apportato dalla storia delle donne alla teoria e alla pratica della storia, dopo la revisione delle periodizzazioni, risiederebbe nell'introduzione della categoria della relazione tra i sessi, oltre a quella della classe e della razza, nell'analisi dell'ordine sociale.

### Gender e nuove categorie di analisi
Negli anni Ottanta, Joan W. Scott ha introdotto il concetto di gender come categoria di analisi storiografica, in opposizione all’idea biologica di sesso. Attraverso le teorie post-strutturaliste e decostruzioniste, il genere è stato definito come una costruzione sociale e culturale, modellata da pratiche discorsive e rapporti di potere. Questa prospettiva ha spostato l'attenzione dalla sola esperienza femminile, all'analisi di come le categorie del maschile e del femminile sono prodotte, negoziate e agite nei diversi contesti storici.
Negli anni Novanta, la teoria queer ha ampliato ulteriormente il campo di ricerca, rifiutando la dicotomia maschile/femminile e sottolineando la fluidità e la pluralità delle identità di genere.
L’approccio della storia delle donne ha portato anche ad una revisione delle categorie interpretative tradizionali, mettendo in discussione la "gerarchia delle rilevanze", le dicotomie pubblico/privato, natura/cultura, attivo/passivo. Un concetto chiave della nuova storia sociale, la categoria di "agency", intesa come capacità di azione, resistenza e negoziazione, ha guidato la riconsiderazione della posizione delle donne nella storia, esaminate non più come vittime passive, ma come soggetti in grado di fare scelte, modellare le proprie vite e influenzare il contesto in cui vivono.
Sono stati così valorizzati ambiti prima ritenuti "non storici", come la vita domestica, il lavoro non retribuito, la sessualità e le emozioni, mettendo in discussione l’idea che questi aspetti appartenessero esclusivamente alla sfera privata.

### Rivalutazione delle fonti
Uno degli oggetti di revisione che ha impegnato la storia delle donne è rappresentato dalla revisione delle fonti. Poiché le donne sono state escluse dalla sfera pubblica per secoli, la documentazione tradizionale - politica, amministrativa, diplomatica - fornisce un quadro lacunoso della loro esperienza. 
Per questo motivo, le studiose hanno adottato fonti "non convenzionali", come diari, lettere, autobiografie, atti giudiziari, inventari, oggetti materiali, testimonianze orali e rappresentazioni visive, con l'obbiettivo di recuperare le tracce della presenza femminile nella storia, ampliando il concetto stesso di documento storico.

### Intersezionalità e storia globale

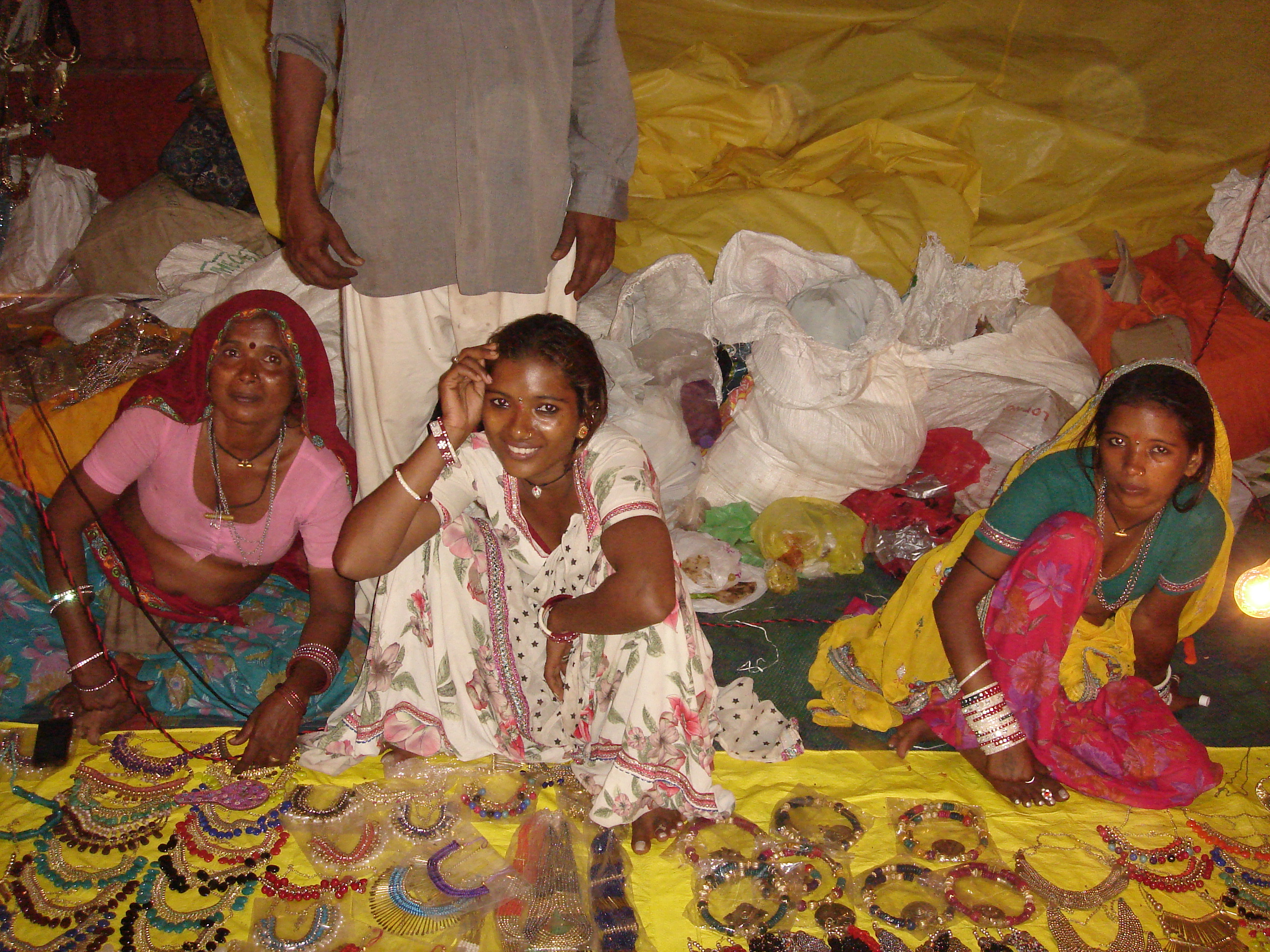
Donne indiane nei loro costumi tradizionali

A partire dagli anni ottanta, la critica di parzialità rivolta alla storia delle donne da parte di studiose afroamericane, asiatiche e latino-americane, ha evidenziato la necessità di considerare come fattori quali razza e classe - estese successivamente anche a età, sessualità, etnicità, religione, abilità o disabilità fisica - si intreccino con il genere nel determinare le esperienze storiche delle donne.
Il concetto di intersezionalità sottolinea come le diverse forme di oppressione si intersechino, rendendo impossibile analizzare la condizione femminile in modo monolitico. Questo approccio ha portato a una maggiore attenzione alle differenze tra donne in base al contesto geografico, culturale e sociale.
Parallelamente, la spinta a considerare le specificità culturali e le relazioni di potere su scala mondiale ha condotto la storia delle donne a relazionarsi con il campo della storia globale e postcoloniale per esaminare come le identità e le esperienze di genere siano influenzate da processi globali come la migrazione, il colonialismo e la globalizzazione.

## Evoluzione della disciplina: dalla storia delle donne alla storia di genere
(Jane Austen, Northanger Abbey, 1818, dialogo di Catherine Morland)

### Nascita della storia delle donne
Secondo la storica statunitense Natalie Zemon Davis la forma più antica in cui si è espressa la storia delle donne è rappresentata dal genere delle raccolte di biografie di donne illustri, praticata in occidente dall’antichità sino al XIX secolo, e che ebbe in Christine de Pizan con La cité des dames l'esempio più illustre.

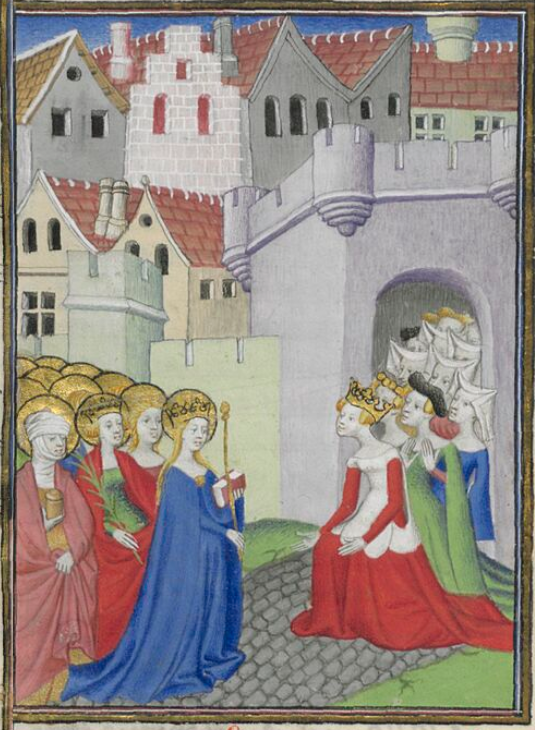
Christine de Pizan, La città delle dame, Libro Terzo, miniatura

Nel suo saggio pubblicato nel 1975, Placing women in History: definitions and challengers, scritto a cinque anni dall'avvio della storia delle donne come campo indipendente, Gerda Lerner, una delle fondatrice della storia delle donne negli Stati Uniti, definì la fase iniziale come quella delle "donne meritevoli", connotata dal recupero di storie e biografie di "donne eccezionali". Una "storia compensativa" e aggiuntiva che poneva il focus su soggetti particolari, senza offrire informazioni su quali fossero le attività in cui erano impegnate le donne nel loro insieme, né quale fosse il significato di tali attività per la società: non descriveva l'esperienza e la storia della massa delle donne.
Anche la fase successiva, chiamata da Lerner la "storia del contributo", seppur importante nella storia delle donne perché permise la produzione di storie più complesse, avrebbe rivelato un grosso limite:  le storiche erano impegnate a coprire gli spazi vuoti della storia descrivendo il contributo delle donne (alle riforme, al movimento operaio, al New Deal, ecc.), in relazione ai risultati prodotti all'interno di quel movimento, sulla base di standard stabiliti dagli uomini e su categorie basate su un sistema di valori che "considerava l'uomo la misura del significato", ignorando, ad esempio, il ruolo essenziale delle donne "a favore di se stesse e delle altre donne". Nel movimento operaio, aggiungeva Lerner "le donne sono descritte come "anche lì" o come problemi."

Lo stesso limite veniva individuato da Lerner nella storia delle donne letta attraverso il concetto di "oppressione", fulcro di una "storiografia vittimista" affermatasi negli anni settanta e ottanta. Nei decenni a seguire il concetto di "oppressione" come cardine della storia e dell'esperienza delle donne del passato sarebbe stato sostituito da quello di "agency" e da una storiografia che avrebbe recuperato "la dimensione attiva e costruttiva dell’identità femminile", evidenziando la capacità di resistenza, negoziazione e intraprendenza delle donne.

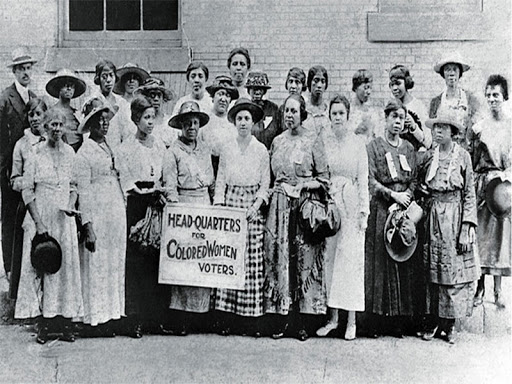
Sede centrale per le elettrici di colore, Georgia, c. 1920

Quando nel 1975 la studiosa statunitense scrisse questo saggio, definì quella in cui si trovavano gli studi sulle donne "una fase di transizione", verso lo sviluppo di nuovi criteri, nuove metodologie e concetti che intendevano porsi l'obbiettivo di sfidare i presupposti universalisti di tutte le precedenti categorie storiche.
Un esempio di questa nuova prospettiva venne da lei indicato nei saggi di Renate Bridenthal, Joan Kelly e Linda Kerbel che mettevano in discussione la periodizzazione tradizionale, consolidata dalla storia politica, evidenziando come periodi che gli storici ritengono fondamentali - ad esempio il Rinascimento, la rivoluzione americana - non avessero lo stesso significato per donne e uomini. Un'ulteriore domanda posta dalla storica riguardava i fattori di cambiamento: nella vita delle donne quanto influivano i cambiamenti nei rapporti economici, se non erano accompagnati da un pari cambiamento delle coscienze? E i cambiamenti erano gli stessi per tutte le donne? Ricordando come la liberazione della casalinga americana della classe media a metà del XIX secolo fosse stata resa possibile dalla disponibilità di lavoratrici domestiche nere o immigrate a basso costo, Lerner concludeva sostenendo l'importanza di far interagire le categorie di genere e classe.

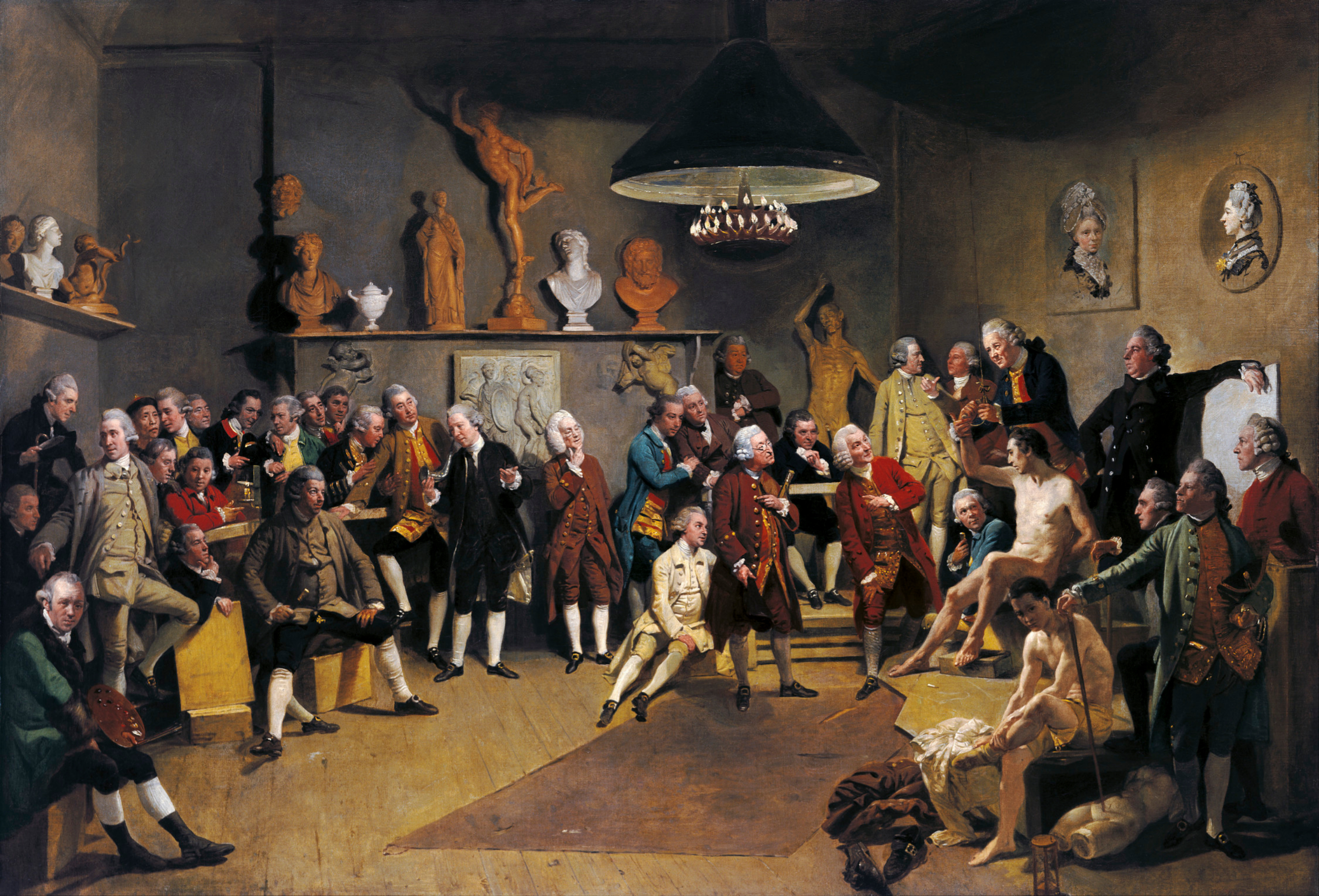
The Academicians of the Royal Academy, dipinto di Johann Zoffany, 1771-1772.

Il saggio di Natalie Zemon Davis Women’s History in Transition (1976), nel quale la storica statunitense analizzò l'evoluzione della storiografia femminile in Europa, evidenziando le trasformazioni metodologiche e tematiche che avevano caratterizzato questo campo di studi, avviò importanti riflessioni tra le storiche, contribuendo all'evoluzione di questo campo di studi. Oltre a ribadire la necessità di un ampliamento delle fonti storiche per ricostruire la storia delle donne e il superamento delle categorie storiografiche tradizionali, come la distinzione tra pubblico e privato, Zemon Davies propose di integrare la storia delle donne nella più ampia storia sociale, invitando a considerare "il peso dei ruoli sessuali nella storia", ad analizzare le intersezioni tra genere, classe, religione e altre categorie sociali, per togliere la storia delle donne dal suo isolamento, collocandola nel contesto delle dinamiche sociali complessive:
(Natalie Zemon Davies, Women's Hiitory in Transition. The European Case, in  Feminist Studies, 3, 1976, p. 90)

### Anni ottanta: la differenza tra donne e la categoria analitica del "gender"
(Joan W. Scott, Fantasy Echo: History and the Construction of Identity, in Critical Inquiry, n. 27, 2001, p. 292)

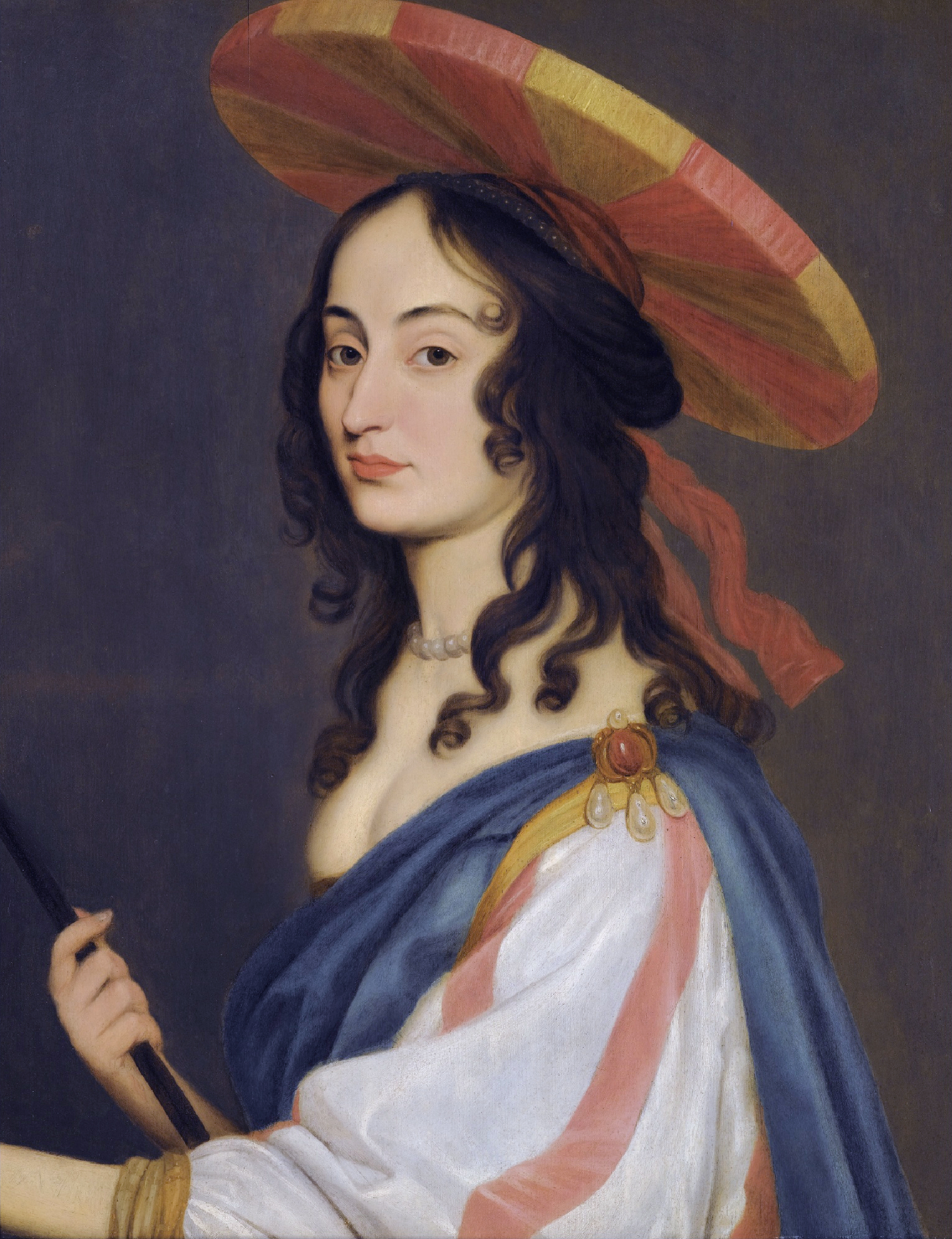
Luisa Hollandina del Palatinato, Autoritratto come zingara, circa 1650

Negli anni ottanta, a partire dagli Stati Uniti, assume una notevole rilevanza la questione della "differenza tra donne", delle "specificità", sollecitata in particolare dalle donne afroamericane, ispaniche e asiatiche, che contestano l' "universalità" dell'esperienza storica femminile, ritenuta diversa a seconda di una molteplicità di fattori, tra cui quelli di classe e di razza, non sufficientemente considerati dalla storia delle donne, così come l'analisi marxista aveva subordinato la questione femminile alla trasformazione delle strutture economiche.
La necessità di una visione teorica della storia delle donne che comprendesse razza, classe e genere, definite dal critico letterario Terry Eagleton nel suo commento al libro di Michael Ryan Marxism and Deconstruction, "la santissima Trinità del nostro tempo", è ammessa anche da storiche di formazione marxista, come Joan Kelly, che in un suo libro afferma: "La relazione tra i sessi opera in accordo con, e attraverso, le strutture socioeconomiche, così come quelle di sesso/genere. Quindi, opera in modo diverso in ogni società, e nei raggruppamenti di classe e razza di ciascuna."
Nella seconda metà del decennio, sotto l'influsso della storia culturale, del pensiero post-strutturalista e della categoria del gender elaborata da Joan Scott, la storia delle donne approfondisce e riorienta i suoi presupposti, interrogandosi sul concetto di donna e includendo nella propria indagine l'analisi delle costruzioni sociali e culturali del femminile e del maschile e delle dinamiche di potere che regolano le relazioni di genere.
Scriverà Scott nel suo famoso saggio: "Quel che ci occorre è un rifiuto della qualità fissa e permanente della contrapposizione binaria, una genuina storicizzazione e destrutturazione dei termini della differenza sessuale." 

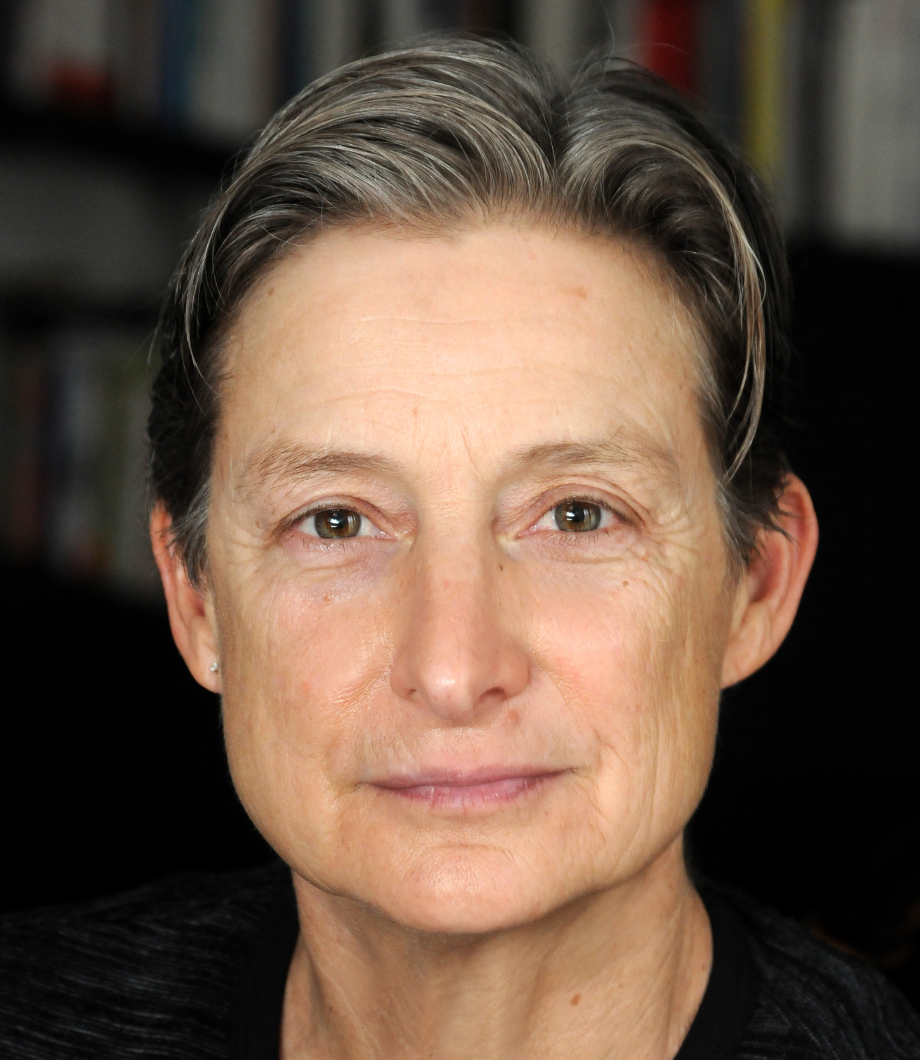
Judith Butler, 2013

Le potenzialità di questo nuovo strumento di analisi, secondo Scott, risiedevano nelle possibilità offerte di allargare infinitamente il terreno di indagine, rompendo l'idea delle sfere separate nello scrivere di storia (sesso o politica, famiglia o nazione, donne o uomini), e permettendo l'accesso a roccaforti prima impensabili, come la storia militare, l'"alta politica" e la diplomazia. La storiografia militare, precisa Scott, ha sempre trattato di uomini, senza indagare sul concetto di virilità; il linguaggio e i simboli della guerra rinviano alla sessualità e ai sessi, così come il pacifismo alla natura femminile.
L'impianto decostruttivista di questa nuova categoria interpretativa sollevò perplessità e critiche da parte di diverse storiche e storici per la sua "eccessiva fedeltà al postmodernismo", per la sua posizione di estremo relativismo, per il suo allontanamento dai "fatti" e per la tendenza a ridurre la storia alla percezione del significato.
Altre critiche provennero dall'ambito degli studi lesbici e gay e della teoria queer, che misero in luce la tendenza dell’analisi del genere a consolidare proprio quelle categorie binarie di maschile e femminile, nonché la soggettività eterosessuale, che Scott si era proposta di decostruire, restandone invece imbrigliata; altri studi utilizzarono il metodo decostruttivo per superare la matrice binaria del gender, aprendo approcci teorici oltre i confini normativi dell'eterosessualità.

### Anni novanta. Il consolidamento della disciplina
Dagli anni novanta negli Stati Uniti, con maggior ritardo in altri paesi d'Europa, la storia delle donne si presenta come una disciplina consolidata che interagisce con altre aree storiografiche, come la storia della famiglia, la storia del lavoro, la storia della sessualità e la storia della cultura materiale. Le sue metodologie si sono arricchite di approcci interdisciplinari, che comprendono l'antropologia, la sociologia, la filosofia, la psicanalisi, gli studi culturali. 

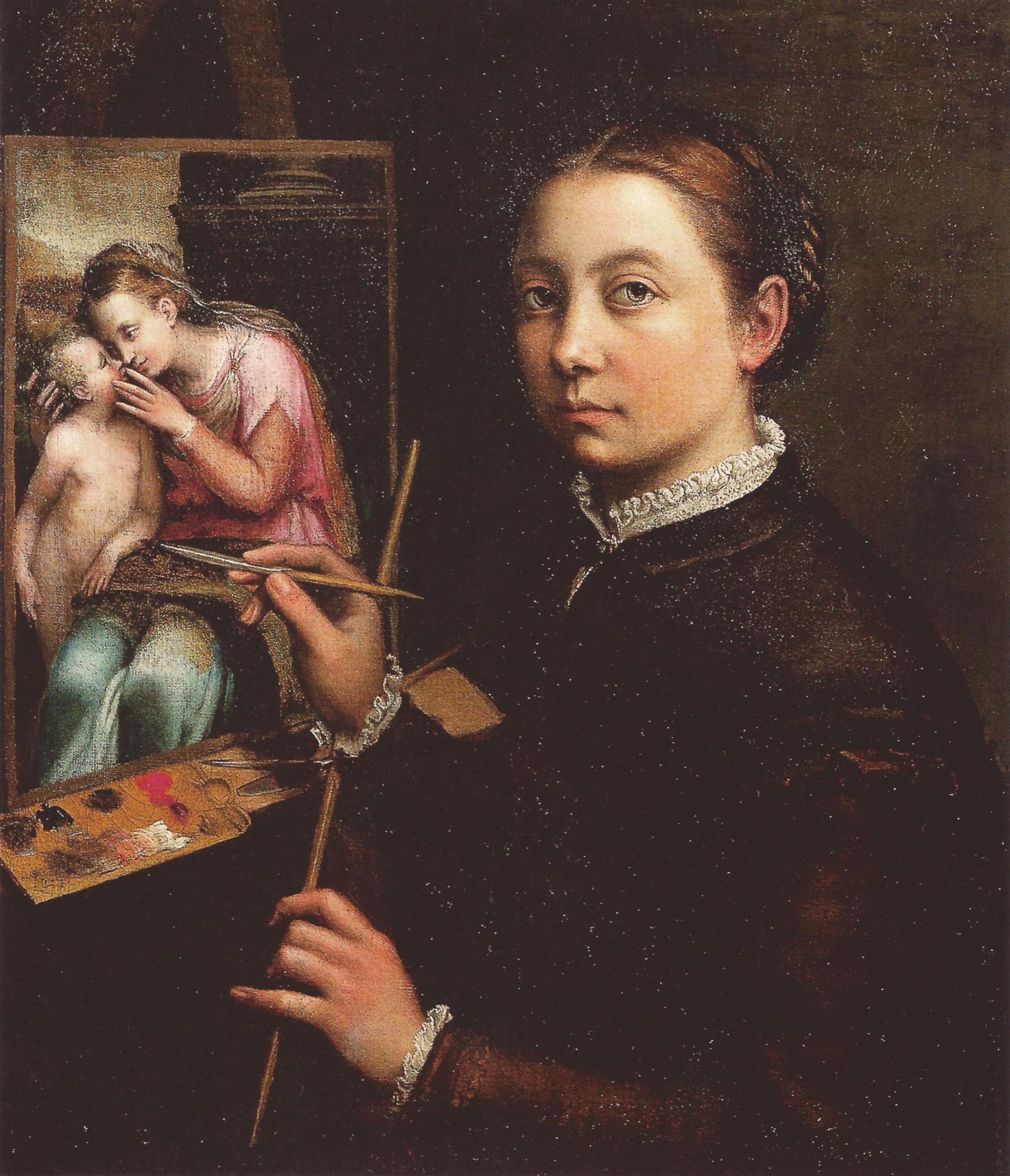
Autoritratto di Sofonisba Anguissola

Le soluzioni adottate evidenziano tuttavia scelte diverse e una pluralità di prospettive: in Europa, la pionieristica Storia delle donne in Occidente, in cinque volumi, frutto di una collaborazione tra studiose e studiosi europei, per sua stessa definizione, pur rendendo omaggio alla nascita e allo sviluppo della storia delle donne come ambito disciplinare, si concentra su una visione eurocentrica, basata nel suo primo volume soprattutto su fonti maschili che danno conto di come gli uomini vedevano e rappresentavano le donne, e si articola su una periodizzazione tradizionale.
Negli Stati Uniti, A history of their own: women in Europe from prehistory to the present, che dichiara nelle sue prime pagine la tesi centrale - "il genere è stato il fattore più importante nel plasmare la vita delle donne europee" - assume invece, anziché un ordinamento cronologico, uno schema modellato sulla posizione geografica, il rango e la funzione sociale distintiva dei diversi gruppi di donne trattati, indicato nel titolo dei singoli volumi: "nei campi, nelle chiese, nei castelli e nelle città".
Per quanto riguarda il contesto italiano, la casa editrice Laterza, dopo aver promosso, contestualmente in Francia, la pubblicazione de La storia delle donne in Occidente, si rende protagonista di un'altra proposta editoriale sulla storia delle donne, pubblicando dal 1994 al 1996 la serie Storia delle donne in Italia, diretta da Lucetta Scaraffia e Gabriella Zarri, in quattro volumi tematici su donne e fede, lavoro femminile, matrimonio e maternità. I singoli temi, esplorati in un ampio spettro cronologico che supera la tradizionale periodizzazione storica centrata su eventi politico o militari, mettono in luce la volontà, da parte delle storiche italiane, di mantenere aperto uno scambio culturale, superando le tradizionali cesure di periodizzazione storica e disciplinare.

### XXI secolo e nuove prospettive
(Michelle Perrot, Les femmes ont une histoire, in Ving-cinq ans après, 2019)
Nel nuovo secolo la storia delle donne e di genere ha approfondito l'analisi delle interconnessioni tra genere, razza, classe sociale, orientamento sessuale (studi queer) e altre categorie identitarie (intersezionalità), così come l’intersezione di genere e storia globale, esaminati con un approccio antirazzista e anticoloniale.

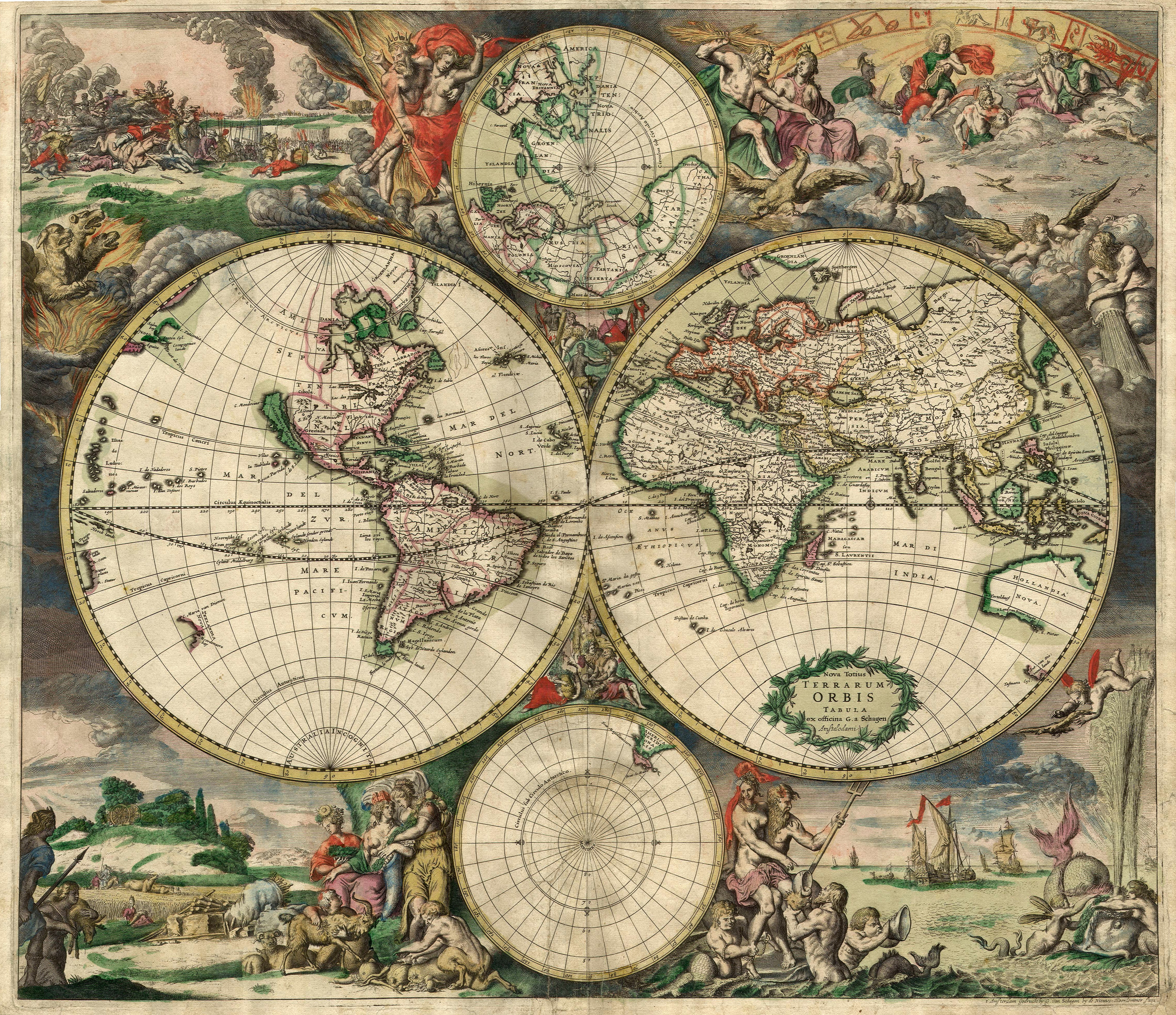
Mappa del mondo, 1689

Ha indagato il rapporto tra spazio, ambienti costruiti o geografici ("sfere separate" come le capanne mestruali, la casa, il convento) e la formazione dell'identità, lo "spatial turn" operato dalla "nuova geografia culturale" e introdotto nelle scienze umane e sociali, che secondo studiose come Linda McDowell si rifletterebbe nella materialità e nella rappresentazione simbolica della vita delle donne, con implicazioni sulla nostra percezione del genere; lo studio delle interazioni tra genere e tecnologia, genere e bioetica.
Un'area di ricerca in evoluzione è lo studio delle dinamiche transnazionali, un approccio che combina il confronto dei contesti nazionali con un'analisi di idee, persone, beni e istituzioni che attraversano i confini, mettendo in luce asimmetrie, gerarchie, traduzioni, interazioni o rifiuti reciproci.
Il rapporto con la world history indaga come le dinamiche di genere e le interazioni tra culture siano influenzate da processi globali (colonizzazione, migrazioni, mercati globali), un approccio che sfida la centralità della narrazione tradizionalmente appiattita sul panorama occidentale e nello stesso tempo evita il rischio di "universalizzare" le categorie del femminile e del maschile.
Uno dei primi studi con questo approccio è stato quello di Peter Stearns, Gender in World History, una storia comparativa delle relazioni di genere, della femminilità e della mascolinità, esteso ad un gran numero di società storicamente e geograficamente diverse, dalla civiltà classica fino all'era attuale; l'autore, indagando sulle conseguenze per le relazioni di genere delle interazioni tra diverse società, culture e religioni, si è chiesto se, con l'aumento dei contatti internazionali, le società siano diventate più aperte o meno alle influenze di modelli di genere esterni.

#### Women History at the Cutting Edge
Nel 2015, per la prima volta in Asia, si è svolto a Jinan (Cina) il XXII Congresso Internazionale per le Scienze Storiche. Nell’ambito del congresso, l’International Federation for Research in Women’s History (IFRWH) ha organizzato una tavola rotonda dal titolo Women’s History at the Cutting Edge, in cui storiche provenienti da America, Europa e Asia si sono confrontate sulle sfide, le acquisizioni e le prospettive future della storia delle donne e di genere. Il dibattito ha affrontato questioni cruciali per lo sviluppo della disciplina, tra cui il posto acquisito dalla storia delle donne nella ricerca storica contemporanea - se parte integrante della storiografia o ambito specialistico opzionale -, l’impatto degli studi sulla mascolinità, il rapporto tra gli studi di genere e le storie critiche del colonialismo e dell’impero, nonché le implicazioni teoriche della spatial turn e della geografia culturale.
Le discussioni hanno messo in luce profonde differenze tra i contesti nazionali, in particolare nei paesi in cui la ricerca è fortemente influenzata dalle direttive statali, come in Romania, Russia e Cina, o in cui è in atto una recessione economica con pesanti conseguenze sui finanziamenti per la ricerca. A questo proposito, risultano emblematiche le posizioni delle due curatrici della pubblicazione dei materiali del convegno, Chen Yan e Karen Offen: la prima ha evidenziato gli ostacoli posti dagli accademici cinesi allo sviluppo della storia delle donne come disciplina autonoma, mentre la seconda ha sottolineato i significativi successi ottenuti dagli studi di storia delle donne e di genere, considerati all’avanguardia della ricerca storica per la loro capacità di offrire una prospettiva innovativa e "uno sviluppo rivoluzionario nella politica della conoscenza storica".
Secondo Offen, i risultati raggiunti dalla storia delle donne, seppur differenti da paese a paese, sono stati notevoli, soprattutto considerando lo scetticismo iniziale da parte della storiografia tradizionale. La crescita della disciplina è attestata da un numero consistente di pubblicazioni accademiche in più lingue e contesti nazionali, anche se il fattore linguistico agisce ancora a volte da ostacolo alla circolazione della ricerca. In particolare, secondo la storica statunitense, nel mondo anglofono la storia delle donne è divenuta parte integrante dello studio storico, consolidandosi come un ambito di ricerca riconosciuto e istituzionalizzato.

## Nascita e sviluppo nei vari paesi

### Stati Uniti
(Gerda Lerner, The Majority Finds Its Past: Placing Women in History. Oxford UP,  1979, p. 5)

#### Anni sessanta e settanta

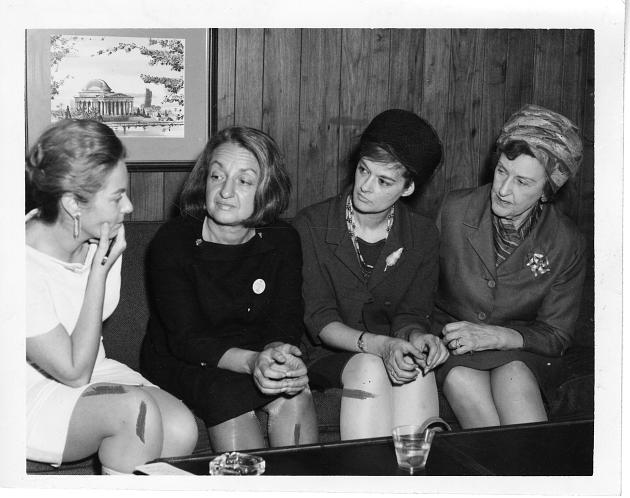
National Organization for Women (NOW)

##### Il lavoro pionieristico di Gerda Lerner
Diversi testi pongono l'avvio della Women's History nella seconda metà degli anni sessanta; Alice Kessler-Harris cita i lavori pionieristici di Eleanor Flexner, Gerda Lerner e Ann Firor Scott, per l'importante ruolo svolto nell'incoraggiare le giovani studiose a ripensare il loro lavoro. Gerda Lerner, tuttavia, precisa che nel 1969 "la storia delle donne come campo accademico non era ancora stata istituita", anche se nel corso di quel decennio erano stati pubblicati tredici libri riguardanti le donne nella storia degli Stati Uniti e lei stessa aveva pubblicato nel 1969 il saggio New Approaches to the Study of Women in American History.

Fino agli anni sessanta la letteratura sulle donne nella storia era quasi interamente concentrata sulla conquista del suffragio femminile, in piccola parte sulle lotte delle lavoratrici per la parità salariale e per una legislazione per la protezione del lavoro; pochi gli studi nel campo della storia della famiglia, mentre le biografie erano scritte per lo più da storici non professionisti.

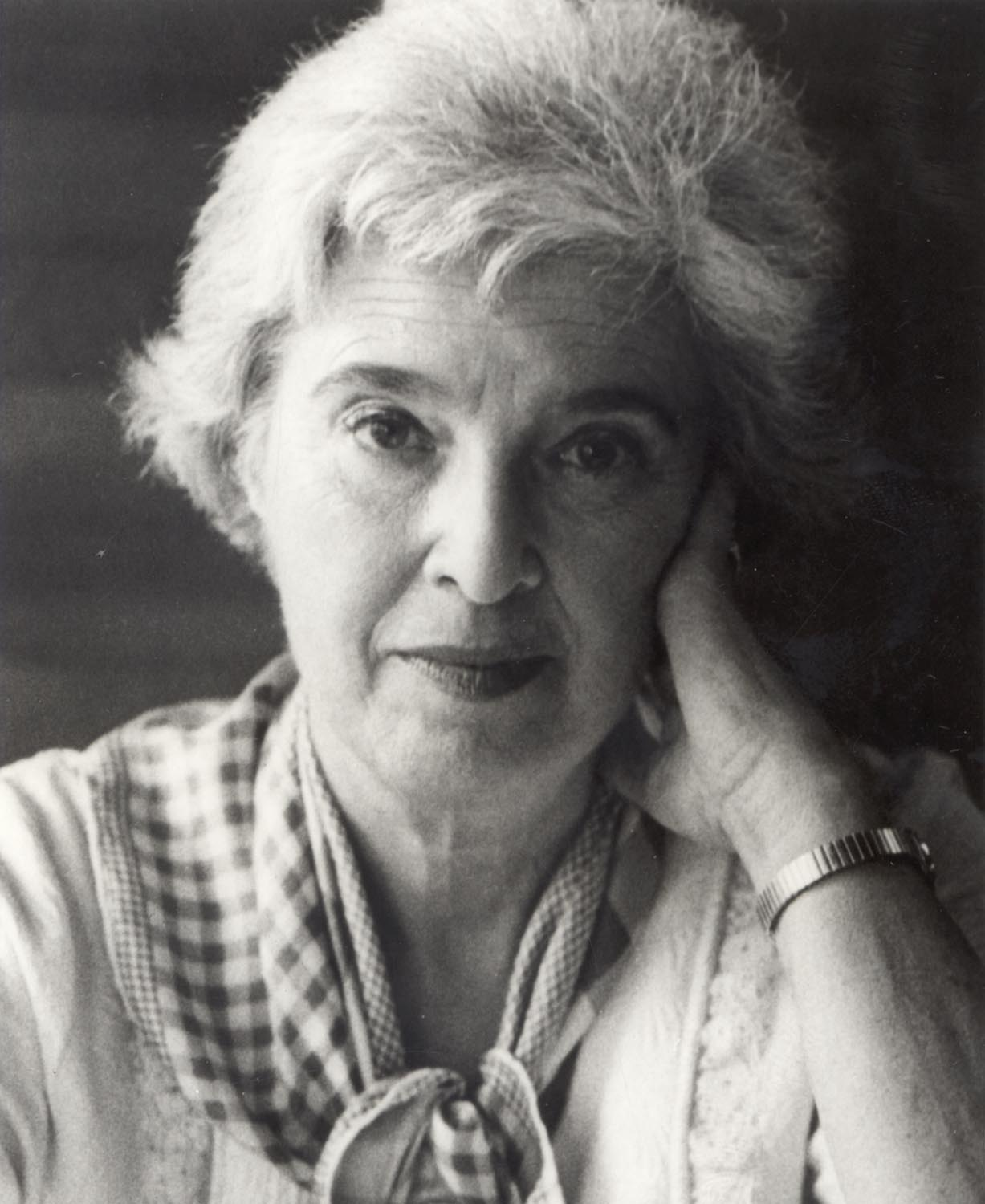
Gerda Lerner, una delle pioniere della Women's History negli USA

Nel suo saggio pubblicato nel 1969 Lerner intese definire "un programma di ricerca per il prossimo futuro", avanzando alcune considerazioni preliminari che avrebbero caratterizzato il dibattito sulla storia delle donne negli anni a venire: evitare le generalizzazioni, esplorando lo status delle donne in vari tempi e luoghi e tenendo in considerazione le differenze di classe e di razza; documentare come le donne avevano contribuito alla storia, mettendo però da parte il quadro concettuale "arcaico" delle scrittrici femministe che declinavano la storia delle donne come la storia di un gruppo oppresso nella sua lotta contro gli oppressori, avendo le donne dimostrato di avere potere, esercitato "attraverso organizzazioni, tattiche di pressione, petizioni e la creazione di movimenti di massa per varie riforme sociali"; riflettere sul divario tra mito e realtà dei ruoli di genere delle donne, sulla tensione esistente tra le loro richieste di uguaglianza e "le loro differenze di cultura, pensiero e azione rispetto agli uomini".
Sottolineando l'importanza di analizzare le vite delle donne non solo attraverso biografie di figure eccezionali, di cui peraltro la storica statunitense pose in discussione i criteri di "notabilità" -  "le donne sono degne di nota quando il loro risultato rientra esattamente in una categoria di risultati istituita per gli uomini?" - Lerner spostò l'attenzione sulla vita delle donne comuni, propose nuove metodologie per la ricerca storica, riconoscendo l'intersezione di genere, classe e razza, di cui scriverà nel suo libro Black Women in White America del 1972.

##### La nascita di una rete accademica
La prima rete accademica dedicata allo studio della storia delle donne, con la fondazione di relativi laboratori di ricerca, riviste e associazioni, si sviluppa nei primi anni settanta negli Stati Uniti, in un contesto sociale e politico che aveva visto nel decennio precedente l'affermazione del movimento femminista (nel 1966 venne fondata la più grande organizzazione femminista americana, la National Organization for Women), del movimento per i diritti civili e del movimento contro la guerra. La domanda "sconveniente" e provocatoria posta a fondamento di questi studi è: "Esiste una storia delle donne?".

A promuovere questi studi sono le prime storiche femministe che iniziano a scrivere storie di donne con un approccio critico, per contrastare il dominio della storiografia tradizionale e le disuguaglianze di genere presenti all'interno degli Atenei. Le fondatrici dei primi programmi di Women's Studies non occupano posizioni professionali prestigiose, sono per lo più docenti part-time o assistenti, insegnano discipline accademiche tradizionali e svolgono i corsi di Women's Studies, ai quali si preparano con risorse e materiali propri, in aggiunta a quelli loro assegnati.

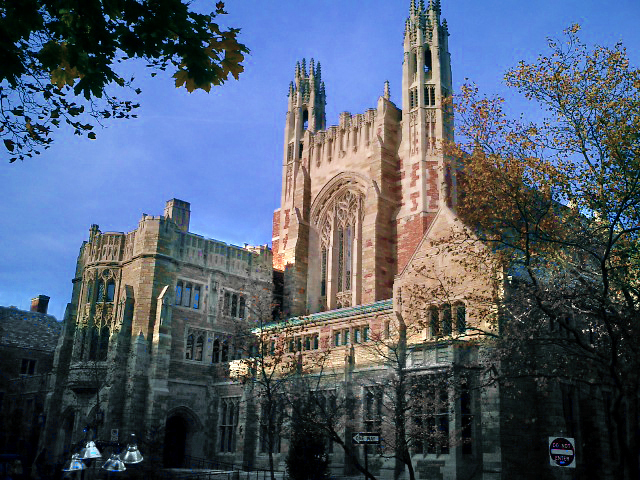
Yale Law School. Le donne ebbero accesso all'Università di Yale nel 1969

Gli studi sulla storia delle donne ricevono all'inizio poco credito all'interno delle istituzioni universitarie e sono spesso dileggiati. Nancy Weiss Malkiel, docente emerita di storia a Princeton, nel suo libro di memorie sull'accesso delle donne alle università di Harvard, Yale e Princeton, racconta di come nel 1969 alla Yale University, che aveva solo in quell'anno ammesso le donne, alla domanda posta da una delle prime studentesse a un professore di storia, se venissero offerti dei corsi di storia delle donne, avrebbe ricevuto questa risposta: "Sarebbe come insegnare la storia dei cani".
Il primo Women's Studies Program venne istituito al San Diego State College nel 1970; in quello stesso anno alla Cornell University, a seguito di una grande e partecipata conferenza femminista organizzata nel 1969 presso quell'università dall'attivista Sheila Tobias, venne attivato il corso The Evolution of Female Personality, che spinse la facoltà, per il notevole seguito ottenuto tra gli studenti, a creare un programma incentrato sulla storia delle donne.
A metà degli anni settanta, un sondaggio di quindici campus rilevò che era iscritto a un corso di Women’s Studies il 13-33% delle studentesse. Alla fine di quel decennio erano attivi oltre 300 programmi di storia delle donne comprendenti corsi di laurea, di dottorato e seminari tematici sulla storia delle donne, e 30.000 corsi singoli.
Nel 1972 venne pubblicata la prima rivista accademica e interdisciplinare di studi delle donna, Feminist Studies, cui seguì nel 1975 Signs: Journal of Women in Culture and Society. Nel 1977 nacque la National Women's Studies Association.
Accanto a Gerda Lerner, tra le figure chiave, promotrici di questo nuovo percorso di studi vi era la storica di scuola marxista Joan Kelly, fondatrice con Lerner del primo programma di master in storia delle donne al Sarah Lawrence College e autrice nel 1972 del famoso saggio Did Women Have a Renaissance? che sfidava la periodizzazione tradizionale, sostenendo che durante il Rinascimento, al contrario di quanto viene indicato per gli uomini, le donne non avevano sperimentato alcun un progresso nel loro status.

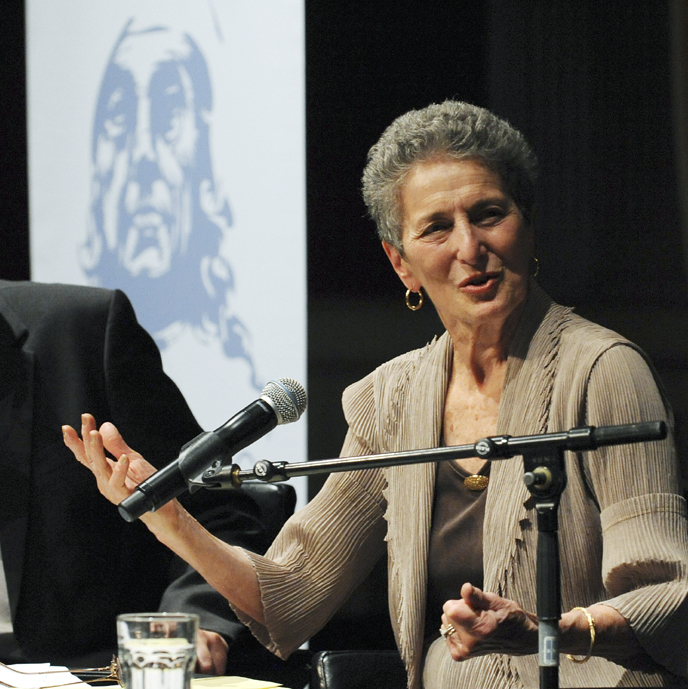
Natalie Zemon Davis

In altri saggi Kelly si sforzava di creare una coscienza femminista marxista e un'analisi che avrebbe reso le relazioni sociali dei sessi una categoria fondamentale del pensiero storico come la classe. Nel suo saggio del 1976 The Social Relations of the Sexes: Methodological Implications of Women’s History indicò quali erano gli obbiettivi caratterizzanti la storia delle donne: "restituire le donne alla storia e restituire la storia alle donne".
Nello stesse anno vide la pubblicazione un altro fondamentale saggio di Natalie Zemon Davis «Women's history» in Transition: the European Case che ebbe notevoli effetti nell'evoluzione degli studi di storia delle donne in Europa. Anticipando in qualche modo il concetto di gender teorizzato nel decennio successivo da Joan Scott, Davies invitò ad usare le relazioni tra i sessi come categoria di interpretazione e di dinamica storica, accanto a quelle di classe, di stratificazione sociale e di razza, ed evidenziò come le donne non fossero un semplice oggetto di studio di cui andavano studiati funzioni e ruoli nella storia, ma presenze indispensabili per comprendere il passato storico e sociale umano.
Fin dagli esordi l'obbiettivo degli Women’s Studies assunse una dimensione attiva: non intendeva limitarsi a "studiare la posizione delle donne nel mondo, ma di cambiarla”, usando le esperienze di discriminazione e oppressione "per creare nuove conoscenze che avrebbero portato a un cambiamento positivo per le donne".
Dei cinquantasette libri sulla storia delle donne pubblicati negli anni settanta, gli argomenti trattati rispecchiavano quelli emersi all'interno del movimento femminista: sessualità e riproduzione, lotte delle donne nel mondo del lavoro, per il suffragio femminile e i diritti.
Una delle questioni dibattute all'interno dei programmi di Women's Studies negli anni '70, destinata a rimanere per lungo tempo irrisolta, riguardò anche lo status della disciplina, se essa dovesse rimanere autonoma, pena la perdita della sua "missione politica", o se fosse da preferirsi la sua inclusione in un programma interdisciplinare.

#### Anni ottanta
Diversi sono i campi di studio indagati dalle studiose in questo decennio: alcuni studi si concentrano sulle donne della classe operaia, sulle attiviste sindacali, sulle prostitute e sulle streghe; altri sulle donne "eccezionali" delle "élite occidentali", assenti dalla storia delle idee, della cultura, dell’arte, della letteratura, del diritto, della medicina, dell’istruzione e della politica. Vengono studiate la storia del femminismo, l'accesso all'istruzione e alle professioni, la partecipazione delle donne a guerre e rivoluzioni, le relazioni familiari, la sessualità, la maternità, il lavoro domestico, con la conclusione che la sfera pubblica e quella privata sono "inseparabilmente intrecciate".
Il testo del 1980 dello storico Carl Degler, uno dei due uomini fondatori della National Organization for Women, diviene un testo standard nella storia delle donne nel campo della storia della famiglia, mentre quello della storica femminista Alice Kessler-Harris si concentra sulla sfera pubblica, individuando nel lavoro salariato femminile, studiato nelle sue interrelazioni con l'economia e la vita familiare, l'elemento strutturale, l'agente di cambiamento dello status delle donne.

##### Genere e razza

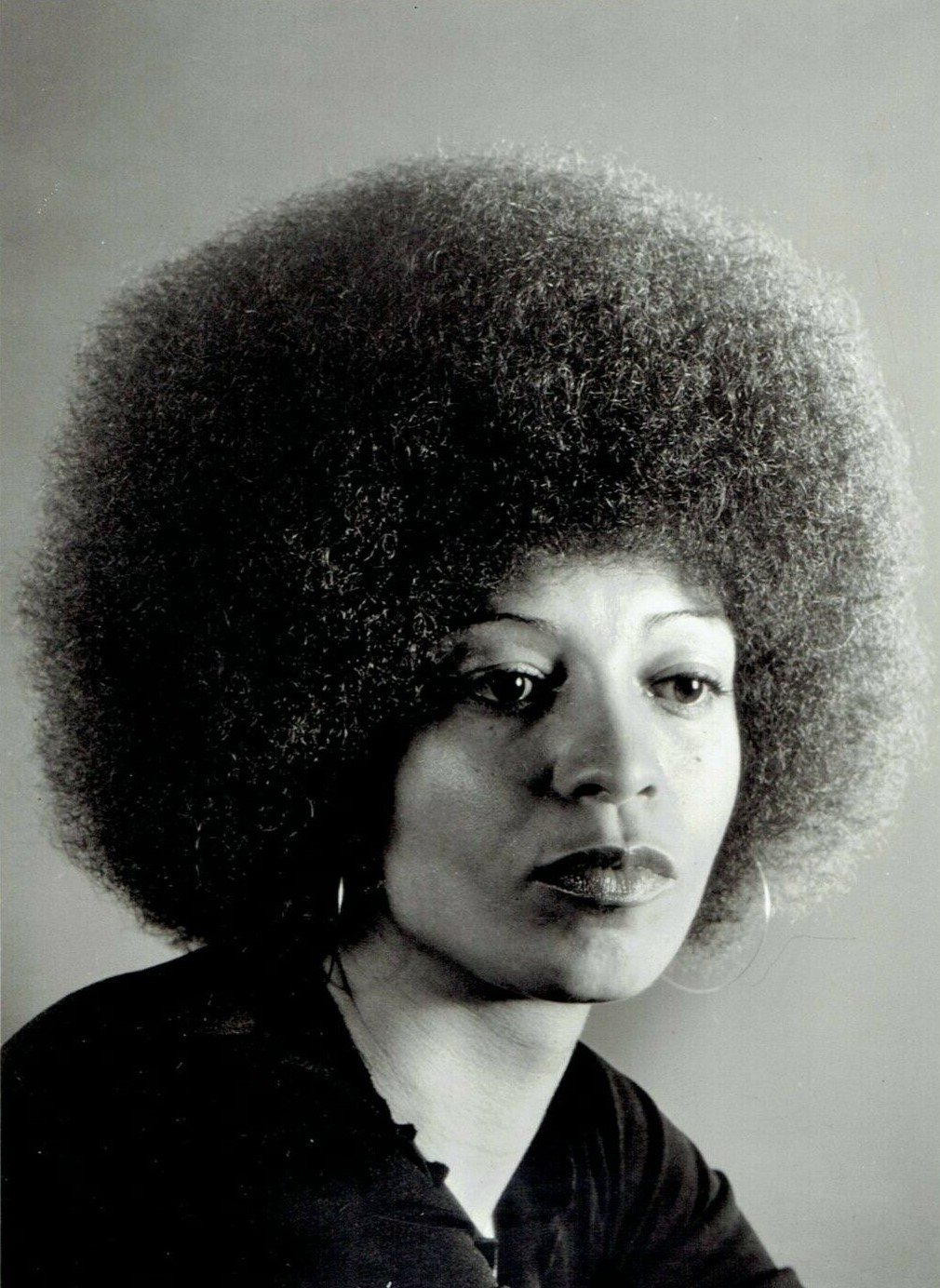
Angela Davis, 1974

Su sollecitazione delle nuove teorie provenienti dagli studi letterari, come il postmodernismo e gli studi culturali, nel corso del decennio il dibattito si concentra sul tema delle "differenze tra le donne" e sulla definizione del soggetto femminile, nodo intorno al quale si costruiscono teoria e pratica delle diverse espressioni del femminismo.
All'inizio degli anni ottanta emerge la denuncia da parte delle donne afroamericane, ispaniche, native americane e asiatiche americane, tra cui Angela Davis, bell hooks e Gayatri Spivak, del carattere escludente della storia delle donne, interpretata come l'espressione di donne bianche della classe media che ignorano i diversi punti di vista di donne di altre razze e classi sociali. Di fronte ad una storia che si sarebbe limitata a sostituire la "donna universale" all'"uomo universale", propongono un approccio multiculturale, fondato su "narrazioni multiple".
Gli women’s studies stabiliscono un rapporto sempre più prossimo con gli studi letterari comparati, gli studi linguistici, la semiotica, gli studi culturali, la psicoanalisi e il decostruzionismo.

##### Gendercome categoria di analisi storica
(Joan W. Scott, Gender: A Useful Category of Historical Analysis, 1986)
È nell'ambito delle teorie del post-strutturalismo francese e degli studi culturali e letterari postmoderni che Joan Scott, nel suo saggio del 1986 Il "genere": un'utile categoria di analisi storica elabora il concetto di "gender", attraverso il quale propone la decostruzione della categoria “donna” e un riorientamento della storia delle donne, criticata per essersi limitata ad un approccio "descrittivo", alla creazione di una "storia aggiuntiva" che si limita a inglobare la presenza delle donne omesse nella storia tradizionale, senza affrontare "i concetti disciplinari dominanti".

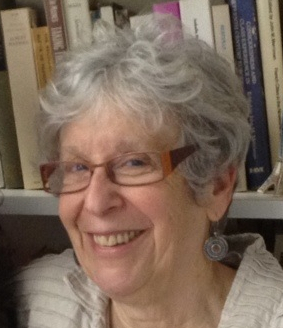
Joan Wallach Scott

Respingendo ogni forma di "essenzialismo", come ad esempio quello rappresentato dal cosiddetto "cultural feminism" di cui erano esponenti Adrienne Rich, Andrea Dworkin, Mary Daly, che sulla base della differenza biologica e "spirituale" riposta nell'essere "creatrici di vita" sottolineava meriti e qualità proprie delle donne, Scott afferma la non determinabilità del concetto di "donna" e il carattere sociale e culturale della soggettività. La storica statunitense sposta il focus sulle “relazioni sociali dei sessi”, da indagare attraverso lo strumento del "genere" come costruzione sociale, categoria di analisi storica e "fattore primario del manifestarsi dei rapporti di potere“.
Gli oggetti di studio appropriati, secondo Scott, sono le categorie epistemologiche: "La storia non riguarda più le cose che sono accadute a donne e uomini e come hanno reagito a esse; riguarda invece come sono stati costruiti i significati soggettivi e collettivi di donne e uomini come categorie di identità."
La messa in discussione delle categorie concettuali "donna" e "donne" e dell'identità "biologica" femminile, viene sostenuta anche da altre teoriche postfemministe, provenienti da discipline accademiche diverse da quelle storiche, come la filosofa Judith Butler, teorica della "performatività del genere", ma è anche oggetto di perplessità, come mostrano le precisazioni mosse dalla filosofa Linda Martín Alcoff: "L'idea che la categoria "donna" sia una finzione" - sostiene Alcoff - "rischia di distruggere lo stesso femminismo", condannandolo a una "funzione negativa", rende il genere invisibile e le particolarità individuali irrilevanti, come già teorizzato dal pensiero classico liberale.
Le obiezioni più consistenti provengono dalle storiche sociali che ritengono la categoria di genere definita da Scott eccessivamente astratta, una deviazione dal "mondo reale", dalle condizioni di vita e dai "fatti", dalle disuguaglianze concrete vissute dalle donne, focus della storia delle donne fino a quel momento.
La storica sociale Louise A. Tilly, coautrice con Scott di un’opera basilare sul lavoro femminile, Women, Work, and Family (1978), nel saggio del 1989, Gender, women history, and social-history, definisce la teoria del genere preoccupante "anche per la sua scarsa considerazione per il tempo o il contesto, entrambi centrali per il metodo storico" e riconferma l'importanza dell'analisi delle strutture sociali ed economiche, dello studio delle esperienze materiali e delle dinamiche familiari, rivendicando la necessità per la storia delle donne di "una storia sociale analitica, così come di una descrizione e di un concetto di genere".
Il 1989 vede la pubblicazione di due nuove riviste, Gender & History e Journal of Women’s History, espressione di diversi approcci teorici, espressione la prima della storia e degli studi di genere, vicina la seconda alla storia e agli studi delle donne.

#### Anni novanta
Negli anni novanta l'approccio critico del gender entra nella ricerca storica professionale, estendendosi in campi tradizionali come la storia della medicina, la storia delle scienze e della tecnologia, la storia militare, la storia del diritto, la storia diplomatica, e orientando la nascita degli studi sulla mascolinità. Secondo lo storico britannico Geoff Eley, sarebbe stato proprio il gender come criterio di analisi e il diffondersi della gender history, a consentire e promuovere l'accreditamento di questa disciplina a livello accademico, soprattutto nel mondo anglosassone.

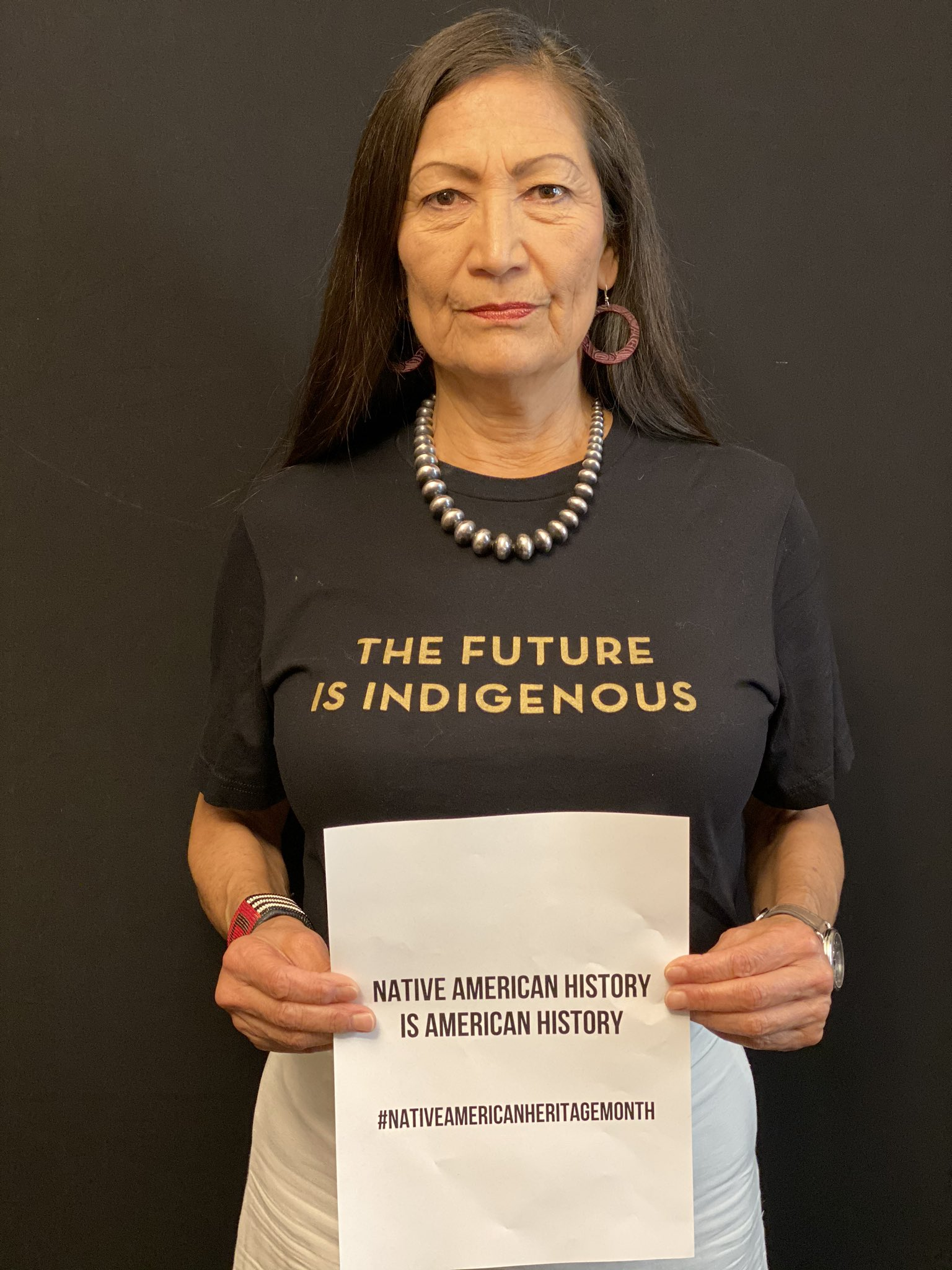
Deb Haaland celebra il Native American Heritage Month 2019

La Women's History cede sempre più il passo alla Gender History, anche se non sempre in attinenza con le elaborazioni teoriche di Scott.
Le storiche indagano sempre di più le implicazioni pratiche e ideologiche delle rappresentazioni e dei sistemi di credenze sulla natura di uomini e donne; il genere si rivela uno strumento necessario dell' "arsenale interpretativo dello storico" e, come la razza e la classe, "fornisce una lente attraverso cui guardare il mondo".
Si sviluppano in questo periodo negli Stati Uniti da parte di studiose influenti nel campo della storia delle donne una serie di importanti studi che, mettendo le donne e il genere al centro, in una prospettiva multiculturale e multietnica, riscrivono la storia nazionale, dall'epoca coloniale a quella contemporanea, spaziando nei campi della storia legale, sociale, politica e culturale. Tra questi, vi è la monumentale History of women in the United States in venti volumi curata da Nancy F. Cott e l'altrettanta imponente Black women in United States history in sedici volumi curata da Darlene Clark Hine, un indirizzo di studi che trova applicazione anche in altre parti del mondo, dall'Europa all'Australia, con produzione di storie nazionali, regionali e locali riviste dal punto di vista della storia delle donne.

#### XXI secolo
Nella discussione avviata da alcune delle principali storiche (Nancy Cott, Gerda Lerner, Ellen DuBois, Kathryn Kish Sklar, Nancy Hewitt) a trent'anni dalla nascita delle disciplina, vengono evidenziati come bilancio positivo "l'ampliamento di ciò che era stato visto come "storia", ciò che era stato visto come storicamente importante", di cui un effetto è rappresentato, ad esempio, dalla nuova rilevanza attribuita alla "sfera privata" e familiare, e "il cambiamento della periodizzazione tipica e delle ipotesi sulla causalità nella storia".

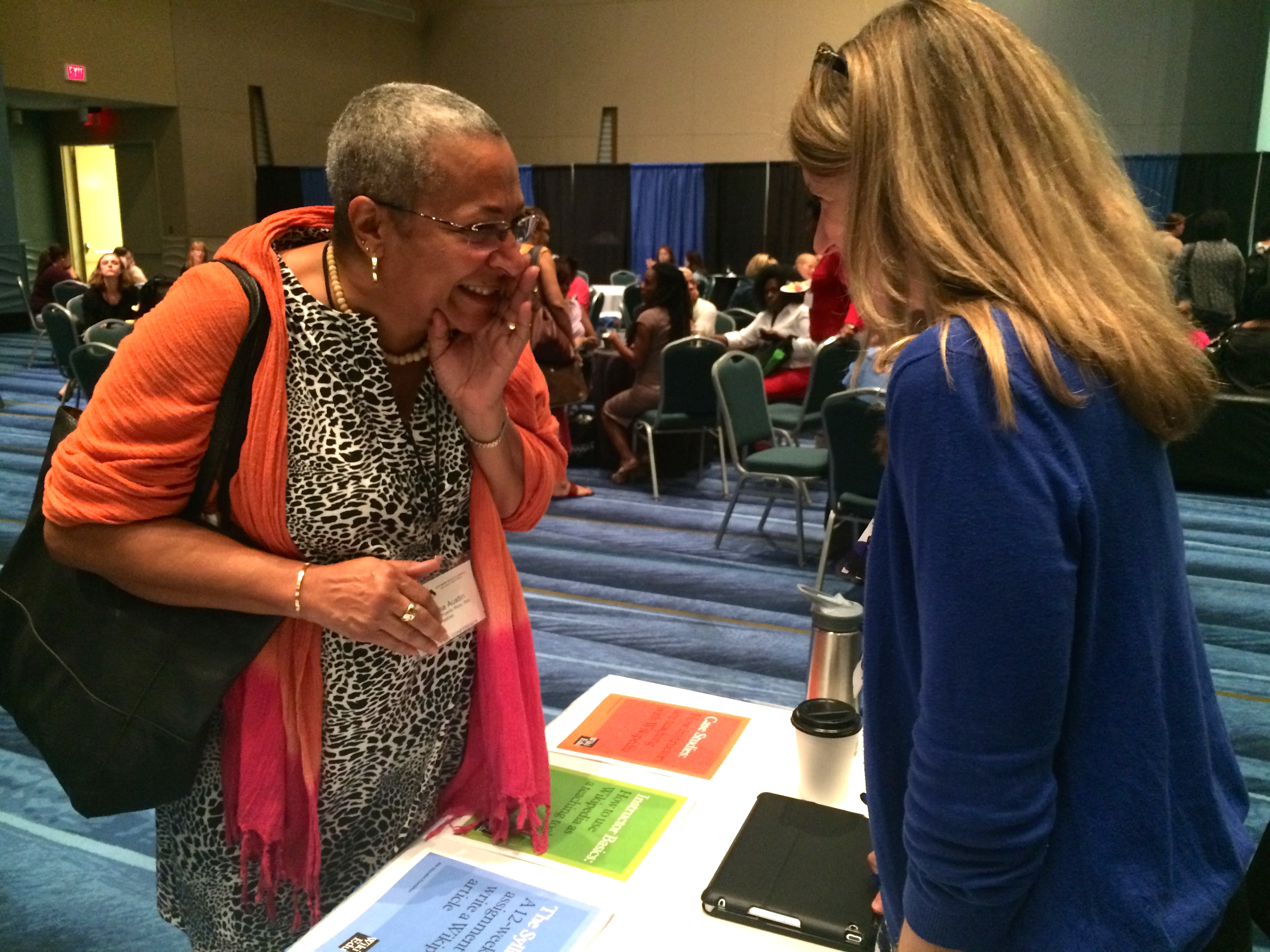
Convegno annuale della National Women's Studies Association, 2014

Ellen DuBois ritiene concluso il dibattito "donna contro genere" che ha impegnato per decenni le storiche; la storia delle donne non sarebbe stata spazzata via, ma affermata la sua compatibilità con la storia di genere.
Una certa preoccupazione sulle possibili conseguenze della prevalenza acquistata da quest'ultimo orientamento di studi viene espressa da Gerda Lerner, che riportando alcuni dati sulla produzione accademica degli ultimi anni, rileva come l'interesse per la storia politica delle donne abbia lasciato il posto a quello per la storia culturale e per la storia delle rappresentazioni, concentrata prevalentemente sul XX secolo. Così conclude Lerner: "Se l'agency delle donne, il lavoro comunitario, le attività organizzate e le lotte politiche del passato non interessano più agli specialisti della storia delle donne, allora come fonderemo la nostra conoscenza delle lotte sociali presenti e future?".

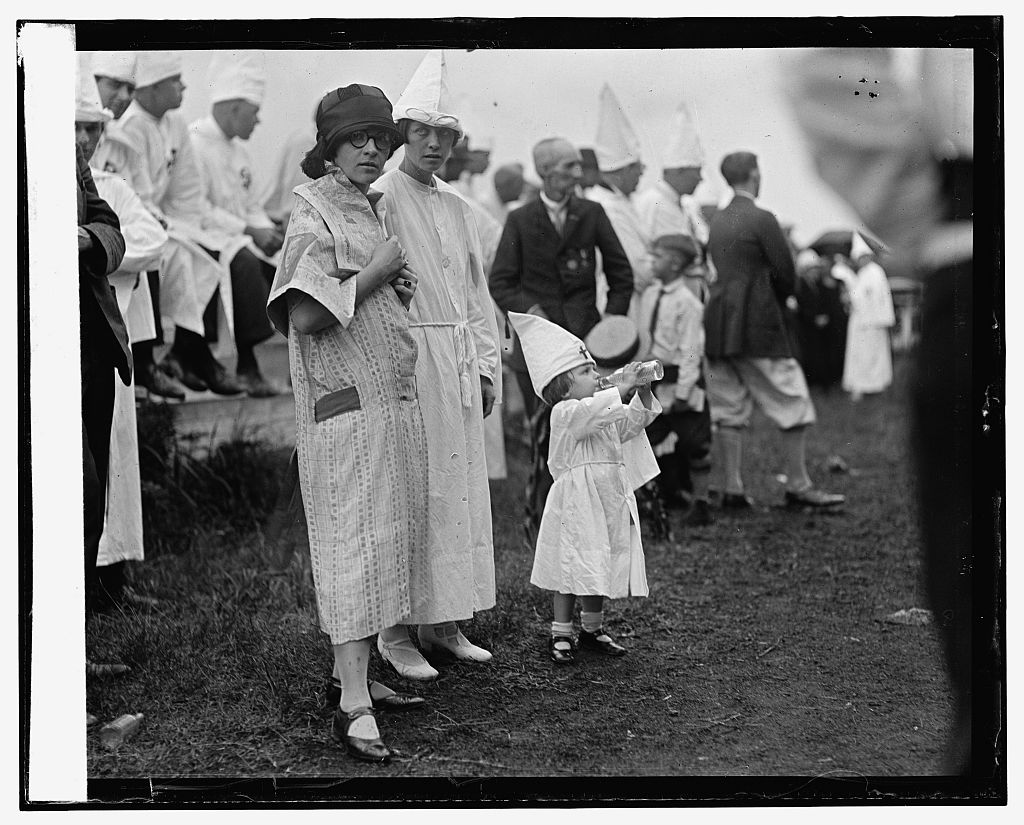
Donne partecipanti ad un evento del Ku Klux Klan, 8 settembre 1925

Gli aspetti positivi ma anche i rischi connessi al passaggio dalla storia delle donne alla storia di genere, ormai diventata parte integrante della storia generale e dei curricola universitari, vengono evidenziati anche dalla storica Alice Kessler-Harris in un saggio del 2007, che evidenzia come il termine gender history rispetto a women's history abbia reso maggiormente "accettabile" la disciplina a livello accademico, allontanandola dal suo legame con il femminismo e depotenziandola del suo contenuto più radicale e destabilizzante.
Nel nuovo secolo continuano a svilupparsi aree di studio che trasformano la storia delle donne americane nel suo insieme, come la storia delle donne afroamericane, del sud e dell'ovest, delle donne ebree, delle donne della classe operaia e la storia lesbica/queer/transgender, esempi dell'intersezione avvenuta tra differenza di genere e quella di razza, etnia e sessualità, mentre acquistano sempre maggior attenzione la politica e lo studio delle donne conservatrici contrarie ai cambiamenti, come coloro che si sono opposte al suffragio, o che si sono unite al Ku Klux Klan o ad altre organizzazioni nativiste e razziste. Allo stesso tempo si afferma una visione sempre più globale e transnazionale: il focus si sposta progressivamente dagli Stati Uniti e dal suo passato, alle società coloniali e postcoloniali in tutto il mondo, all'imperialismo, alle Americhe e al Black Atlantic.

### Italia
(Virginia Woolf, A Room of One’s Own, London, 1929, p. 117)

#### Anni settanta

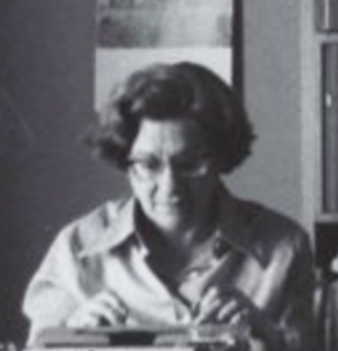
Franca Pieroni Bortolotti

Le origini della storia delle donne in Italia vengono comunemente legate agli studi di Franca Pieroni Bortolotti, allieva di Gaetano Salvemini e Delio Cantimori.
Fin dai primi anni sessanta Pieroni Bortolotti si dedicò alla ricostruzione della presenza femminile nella storia italiana, concentrandosi sul periodo risorgimentale. Alle origini del movimento femminile in Italia. 1848-1892, il suo lavoro pionieristico pubblicato nel 1963 da Einaudi, portò alla luce decine e decine di nomi e volti di donne fino a prima sconosciute, tra cui Anna Maria Mozzoni, considerata una delle sue principali riscoperte.
In quello stesso anno uscì un altro studio, passato inosservato all'interno dell'accademia, il libro di Paola Gaiotti De Biase sulle origini del movimento femminile cattolico.

In un contesto accademico ancora dominato dalla storia politica, la storia delle donne si sviluppò inizialmente nell’ambito della contemporaneistica e con un’impostazione prevalentemente politica, la "storia dell'antico femminismo". L’indagine si concentrò soprattutto sulle "origini del movimento femminile in Italia", privilegiando lo studio delle dinamiche organizzative e delle rivendicazioni politiche delle donne, inserendole nei più ampi processi storici nazionali.

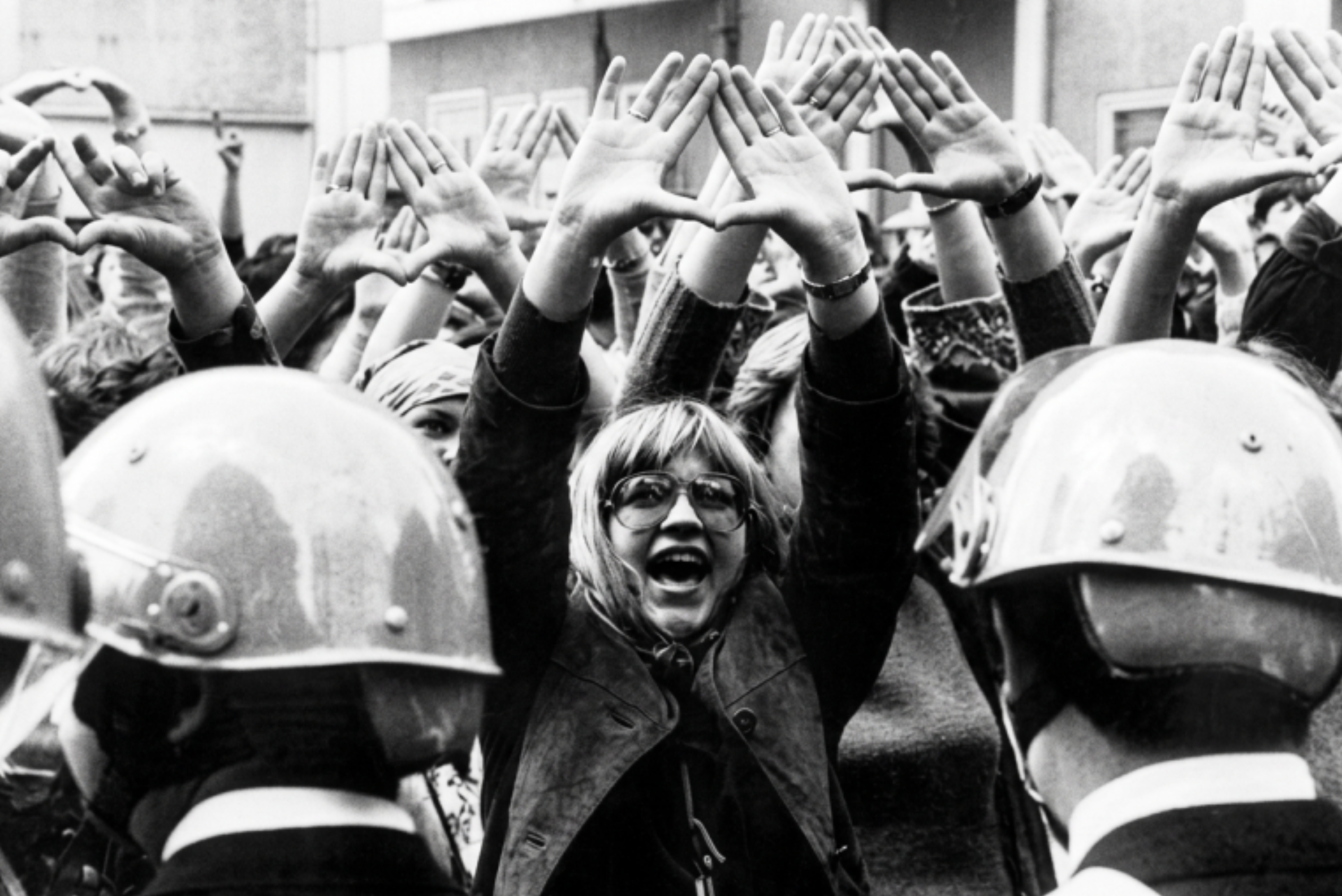
Manifestazione femminista a Roma nel 1977

Parallelamente, negli anni Settanta, si sviluppò una produzione storiografica al di fuori dei circuiti istituzionali, in stretto dialogo con il movimento femminista e destinata prevalentemente a un pubblico femminile. Tra i lavori più noti di questo periodo figurano La signora del gioco di Luisa Muraro dedicato alla stregoneria tra il XIV ed il XVII secolo e La Resistenza taciuta (1976) di Rachele Farina e Annamaria Bruzzone, una raccolta di testimonianze di donne che avevano preso parte alla Resistenza.
Questo distinto ambito di produzione - l'accademia e i movimenti femministi - e il rapporto contraddittorio e problematico tra "soggetto conoscente e oggetto d'indagine, identità femminile e identità scientifica" avrebbero contraddistinto la storia delle donne in Italia fin dalla sua nascita.

#### Anni ottanta
Alla fase di avvio della storia delle donne, caratterizzata principalmente da un'impostazione legata alla storia politica tradizionale, ne seguì una seconda, dominata da una forte impronta femminista e dalla crescita di questo terreno di studi nell'ambito della storia sociale e dell'antropologia storica.

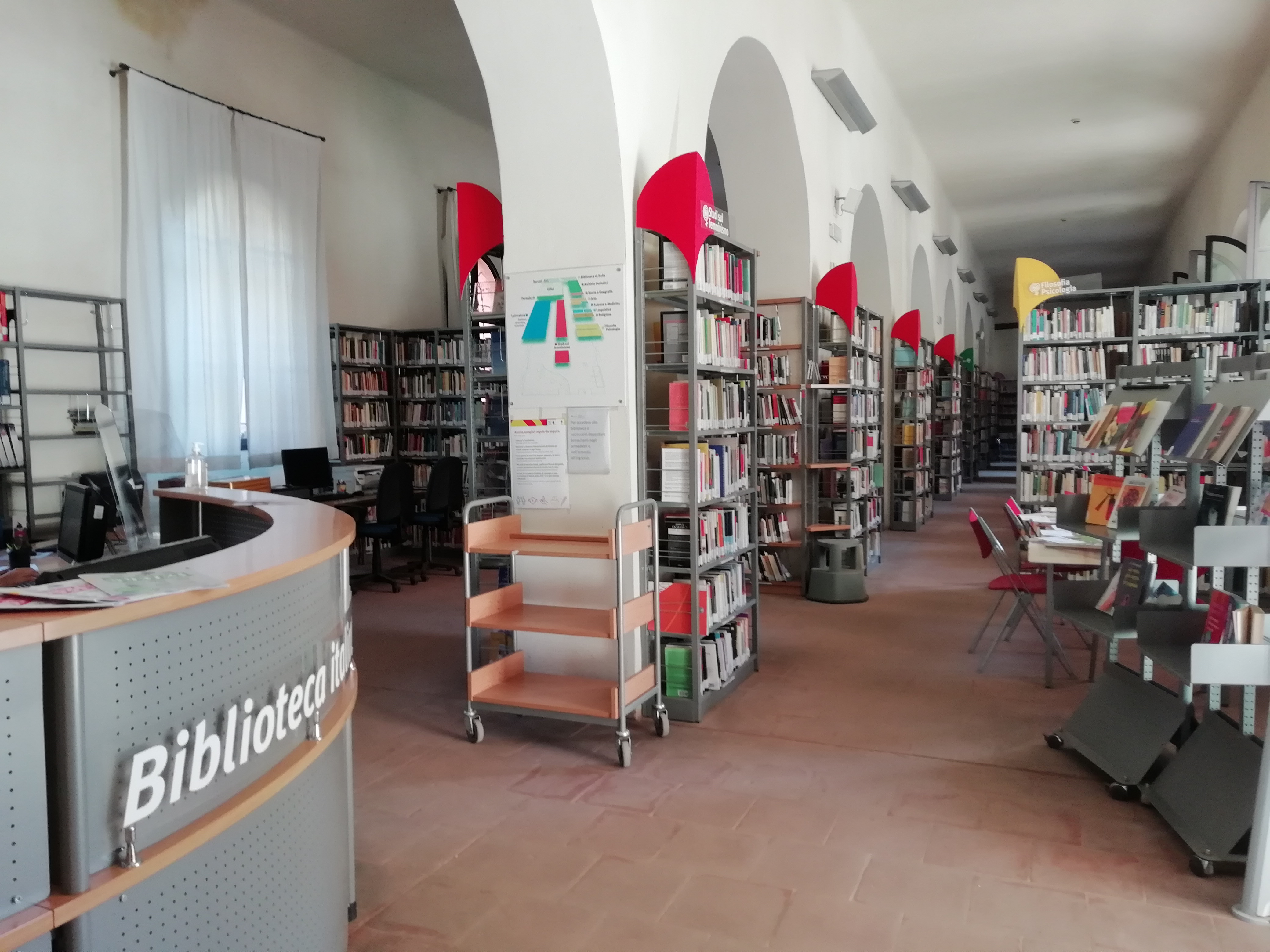
Biblioteca del Centro delle donne di Bologna

Nel 1981 nacque la rivista Memoria, che insieme a DWF e in particolari occasioni a Quaderni storici, costituì un importante spazio di elaborazione e di confronto per la storia delle donne in Italia. Paola Di Cori, redattrice di Memoria fino al 1986, così riassunse, qualche anno dopo, le differenze tra le riviste: "Se DWF ha in genere privilegiato il rapporto che esiste tra la storia delle donne e l'insieme dei Women's studies, e Quaderni storici quello con gli esiti della storia sociale di marca italo-francese, Memoria si è sempre collocata a metà tra i due, in cerca di possibili alternative all'una e all'altra".
Nel primo convegno di storia femminista in Italia, Percorsi del femminismo e storia delle donne (Modena, 1982), uno dei nodi centrali del dibattito riguardò il rapporto tra femminismo e storia delle donne e la distanza critica da stabilirsi o meno con l'oggetto di studio. Nello stesso anno, un seminario organizzato a Bologna, Fonti orali e politica delle donne: storia, ricerca, racconto, riunì diversi gruppi di studio che sperimentavano l'uso delle fonti orali nella storia delle donne in età contemporanea. Il convegno sollevò questioni metodologiche centrali, come la questione del rapporto con le fonti, connotato da un particolare coinvolgimento personale tra ricercatrici e intervistate, e il ruolo dell'identità e della soggettività nella ricerca storica.
Nel 1983 Gianna Pomata pubblicò il saggio La storia delle donne: una questione di confine, accolto con grande interesse dalle storiche italiane per il suo contributo teorico alla disciplina. Pomata sosteneva la necessità di strumenti metodologici innovativi per cogliere le specificità dell’esperienza femminile e proponeva un approccio interdisciplinare che integrasse l'antropologia, la sociologia, la storia sociale e la psicoanalisi, superando i rigidi confini delle discipline storiche tradizionali, aprendo nuovi terreni di indagine.

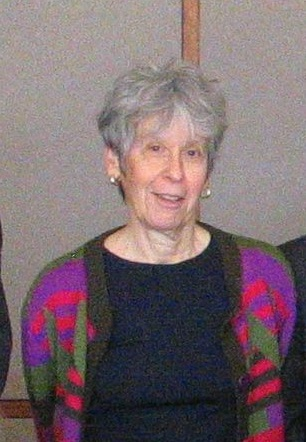
Joan Scott, 2007

Nel convegno di Bologna del 1986, Ragnatele di rapporti. Patronage e reti di relazione nella storia delle donne, il tema del potere articolato intorno alle asimmetrie di genere, analizzato con un approccio antropologico, venne letto attraverso la categoria del patronage, inteso come "relazione di scambio seppure ineguale, tra due soggetti parimenti attivi". La tradizionale dicotomia dominio-subordinazione, spesso applicata ai rapporti uomo/donna, fu reinterpretata all'interno di una visione più articolata delle dinamiche di potere. 
Nella metà degli anni Ottanta si sviluppò anche il dibattito sulla categoria di gender, proposta dalla storica statunitense Joan Scott. In Italia la ricezione di questa prospettiva si distinse per un’attenzione specifica all’analisi delle dinamiche di potere nei rapporti interpersonali. Secondo la storica Ida Fazio, l'analisi dell'esperienza storica delle donne assunse la forma di una "micropolitica dei poteri quotidiani", intrecciando contributi teorici e metodologici "dell’antropologia, della politologia e della network analysis".
Il saggio di Scott, Il «genere»: un’utile categoria di analisi storica, pubblicato nel 1987 sulla Rivista di storia contemporanea, aprì un ampio dibattito, in parte ospitato e promosso nella prima rivista di storia delle donne, Memoria, fondata nel 1981, e su Nuova DWF. Quest'ultima rivista, già nel 1976 aveva pubblicato la traduzione dell'articolo di Natalie Zemon Davis Women’s History in Transition, che anticipava alcune della riflessioni sul genere, suggerendo la necessità di studiare non solo le donne, ma anche gli uomini e i "ruoli sessuali" nella storia.
Memoria, la prima rivista di storia delle donne e dei rapporti “tra uomini e donne, tra generi e atteggiamenti, tra forme istituzionali e culturali", si presentò come uno strumento di ricerca e di discussione, proponendosi di fare da ponte "tra la dimensione politica militante del movimento delle donne e la dimensione della ricerca culturale e scientifica”.
Esempi dell'interesse suscitato da questo nuovo corso furono il libro pubblicato nel 1988 dalla storica tedesca Gisela Bock Storia delle donne, storia di genere, e il saggio, due anni dopo, di Luisa Passerini dal titolo simile, Storia delle donne, storia di genere: contributi di metodo e problemi aperti. Nel dibattito sorto intorno alla categoria di analisi del "gender" le perplessità e le critiche da parte di molte storiche si concentrarono sulla centralità assegnata da questa proposta alle dimensioni simboliche e discorsive, espressione dei legami stabiliti con il decostruzionismo e con la storia culturale, avvertiti come possibile fattore di indebolimento della storia della donne, dello studio delle loro condizioni di vita e come presa di distanza dall'attivismo femminista.

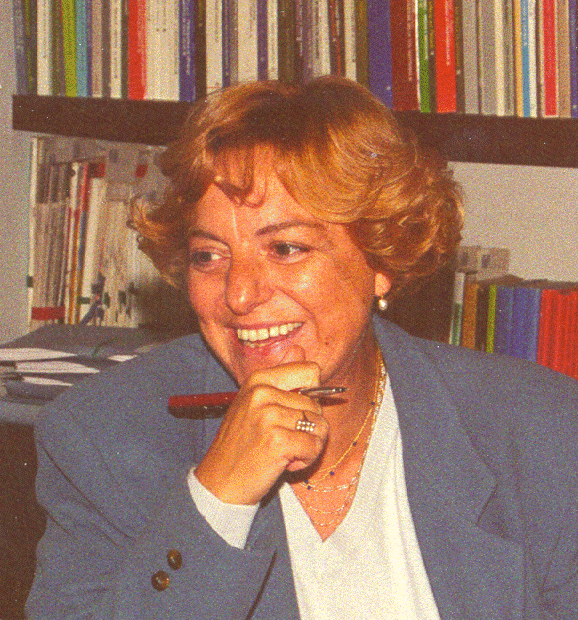
Annarita Buttafuoco

A metà degli ottanta le aree in cui si svilupparono maggiormente gli studi di storia delle donne furono la storia sociale e la storia religiosa; una serie di studi di indirizzo antropologico esaminarono la sfera privata, e con un approccio socio-culturale, la vita quotidiana, il corpo, la riproduzione e la maternità, mentre rimase relativamente poco esplorato il campo della storia politica.
Un passaggio importante per l’istituzionalizzazione della disciplina fu l’introduzione del primo insegnamento universitario di storia delle donne, tenuto da Anna Rossi Doria all’Università di Bologna dal 1981 e successivamente esteso a Modena, Napoli e alla Calabria. Il primo dottorato di ricerca dedicato al tema venne istituito presso l’Università di Napoli L’Orientale.
Nel 1985 Annarita Buttafuoco pubblicò Le Mariuccine, un’analisi delle istituzioni assistenziali femminili nel contesto dell’emancipazionismo tra Otto e Novecento. L’Asilo Mariuccia, fondato a Milano nel 1902 da Ersilia Majno, venne studiato non solo come istituzione di accoglienza per giovani donne in difficoltà, ma anche come luogo chiave per comprendere le dinamiche di genere, il paternalismo filantropico e il ruolo delle donne nella costruzione di politiche sociali.
Nello stesso periodo proseguì il dibattito sull'opportunità o meno di istituzionalizzare il campo di studi: se da un lato veniva ritenuto auspicabile il suo consolidamento accademico, dall'altro molte studiose temevano che un rapporto stretto con l'accademia potesse produrre una perdita di autonomia e di progettualità politica per il movimento femminista. A differenza degli Stati Uniti, dove la storia delle donne e di genere trovò un maggiore riconoscimento nelle università e venne integrata con specifici corsi nei curricula scolastici, in Italia prevalse una separazione più netta tra produzione scientifica e attivismo femminista, tra "cultura e politica".

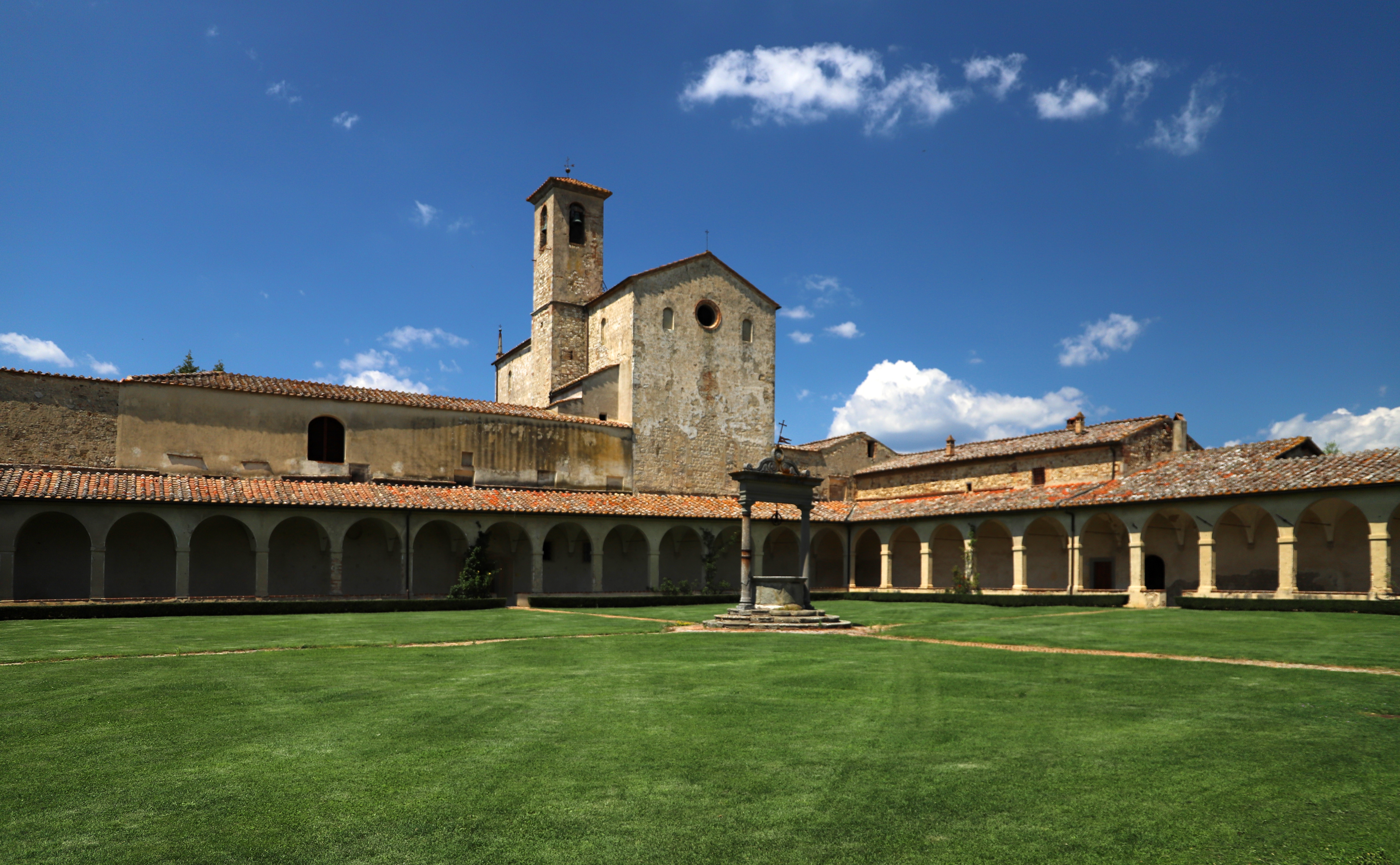
Certosa di Pontignano, sede della scuola estiva della SIS

In questo particolare contesto, al di fuori dell'ambiente accademico, più vicina ad un'associazione di donne dedite alla ricerca e all'istruzione storica che a un gruppo professionale, venne fondata nel 1989 la Società italiana delle storiche (SIS), cui parteciparono oltre settanta storiche, ricercatrici, bibliotecarie, archiviste. Il primo convegno della SIS svoltosi a Firenze ebbe per tema Soggettività, Ricerca, Biografia.
Sempre nel 1989, sotto l’egida della SIS, nacque la Scuola estiva di storia delle donne, aperta sia a studentesse universitarie sia a donne esterne al mondo accademico. Nei suoi primi dieci anni di attività, oltre mille partecipanti - tra cui insegnanti, bibliotecarie ed educatrici - frequentarono i corsi organizzati alla Certosa di Pontignano.
Lo statuto della SIS dichiara tra i suoi obiettivi la valorizzazione della soggettività femminile nella storia, la promozione di nuove categorie interpretative basate sul genere e il rinnovamento della ricerca e dell’insegnamento. L’intento era quello di modificare l’unilateralità della trasmissione del sapere, contribuendo alla costruzione di una cultura che intrecciasse "parità e differenza".

#### Anni novanta
Durante questo decennio si attenua il rapporto conflittuale tra storia delle donne e storia di genere, la polarizzazione intorno ai due diversi approcci della storia sociale e della storia culturale.
La dizione "storia di genere" si accompagna e spesso prevale sulla denominazione "storia delle donne", specie in ambito accademico, per il suo carattere più neutro e meno conflittuale, non dichiaratamente legato al femminismo, anche se nella maggior parte dei casi il termine "genere" è usato come equivalente di "donne".

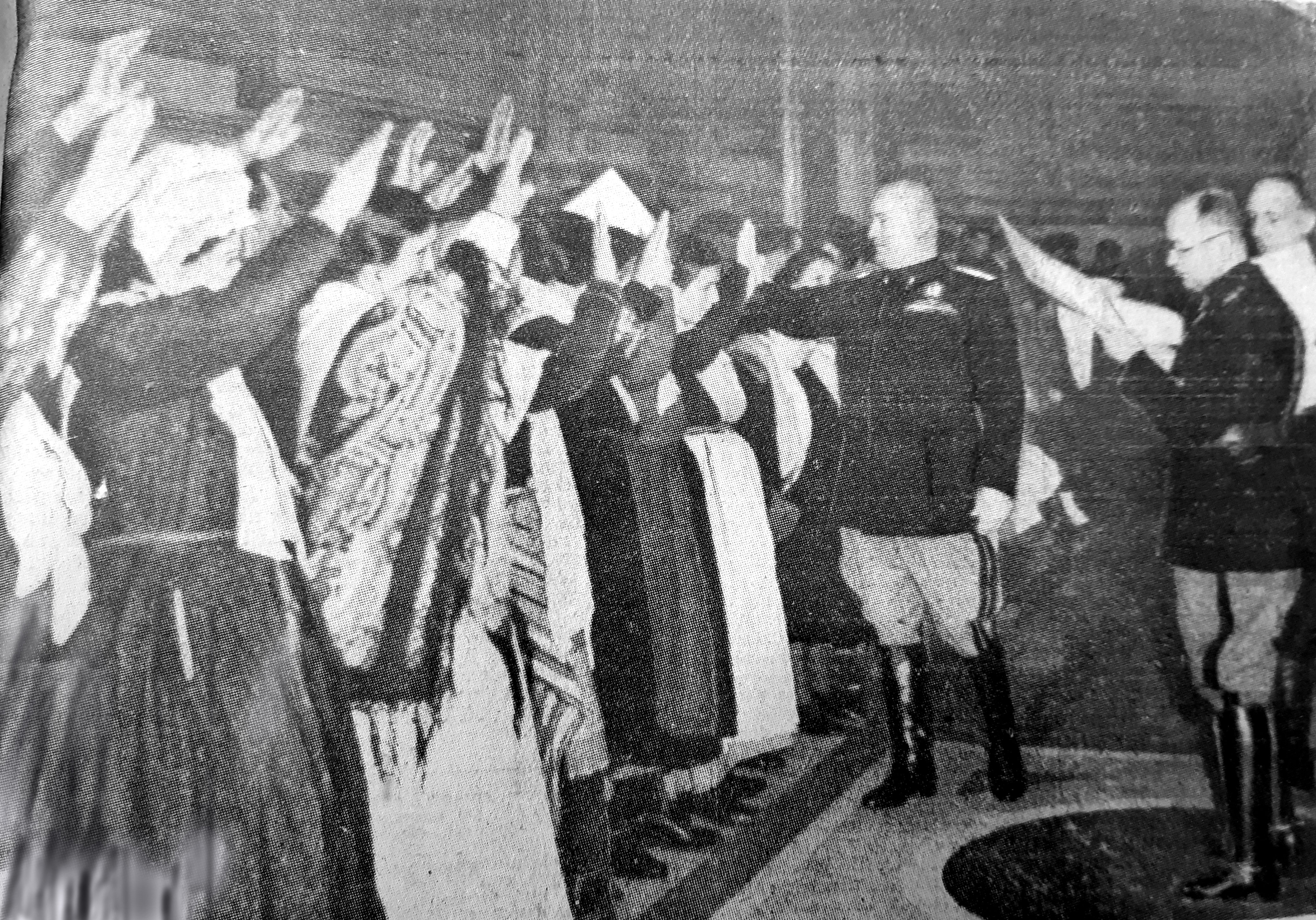
Mussolini premia le madri prolifiche, nel quadro della campagna demografica del fascismo. Dicembre 1938

Nel 1990 viene fondato presso l'Università di Torino il Centro Interdisciplinare Donne e Studi di Genere (CIRSDe). In questo decennio si assiste a un importante sviluppo degli studi in area modernistica e medievistica, su temi che riguardano la storia del corpo e della sessualità, la storia religiosa, la storia della famiglia, la gestione della proprietà e del denaro; riprendono vigore anche gli studi di storia politica e l'indagine del rapporto delle donne con i principali eventi politici del XIX e XX secolo, attraverso i temi della cittadinanza, dei diritti, della costruzione dello stato-nazione e della guerra.

Ne sono esempi il seminario tenuto a Bologna nel 1990 e la pubblicazioni dei relativi atti La sfera pubblica femminile: percorsi di storia delle donne in età contemporanea e Il dilemma della cittadinanza, resoconto di un seminario organizzato sullo stesso tema dalla Fondazione Basso e dalla Società italiana delle storiche; entrambi i lavori si concentrano sulla questione della costruzione storica della nozione di cittadinanza e della relazione tra sfera pubblica e privata nell'esperienza femminile.

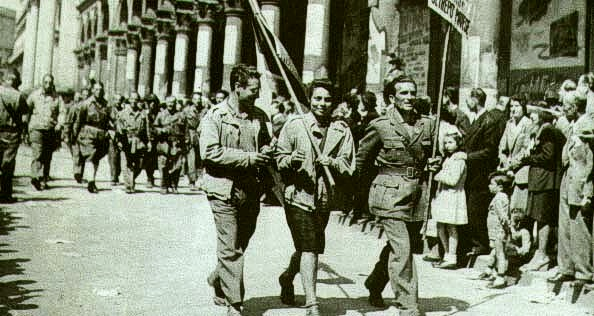
Partigiani e partigiane sfilano per le strade di Milano

Argomenti di studio sono anche l'associazionismo femminile e le campagne femministe per la parità di diritti, sollecitate dall'occasione del cinquantesimo anniversario del suffragio femminile in Italia, e i temi della guerra, del fascismo e della Resistenza, trattati nel lavoro di Victoria de Grazia sulla politica del genere del fascismo, nel convegno Donne tra fascismo, nazismo, guerra e Resistenza organizzato dalla SIS nel 1995 e da altri numerosi studi su come le donne hanno vissuto e partecipato a questi eventi, nei quali viene ampliata la definizione di attività politica includendo la resistenza "civile" o "passiva" condotta "senza armi".

#### XXI secolo
Nel volume A che punto è la storia delle donne in Italia (2003), nato dal seminario Annarita Buttafuoco tenutosi a Milano l'anno precedente, la curatrice Anna Rossi-Doria offre una riflessione critica sui percorsi e le problematicità che hanno caratterizzato la produzione della storia delle donne in Italia. Nella prefazione la studiosa evidenzia quella che a suo avviso costituisce la principale contraddizione della disciplina: pur avendo ottenuto una certa legittimazione accademica ed essendo entrata nei programmi universitari, la storia delle donne non è stata realmente integrata nella storiografia italiana. Ne è derivato un isolamento che ha impedito agli women’s studies italiani di incidere sulla ridefinizione dei paradigmi storiografici più ampi.

Muovendo da questa constatazione di separatezza e debolezza istituzionale, Rossi-Doria analizza alcune questioni ancora irrisolte, tra cui il rapporto tra storia delle donne e femminismo e la difficile integrazione della disciplina nella storia generale.

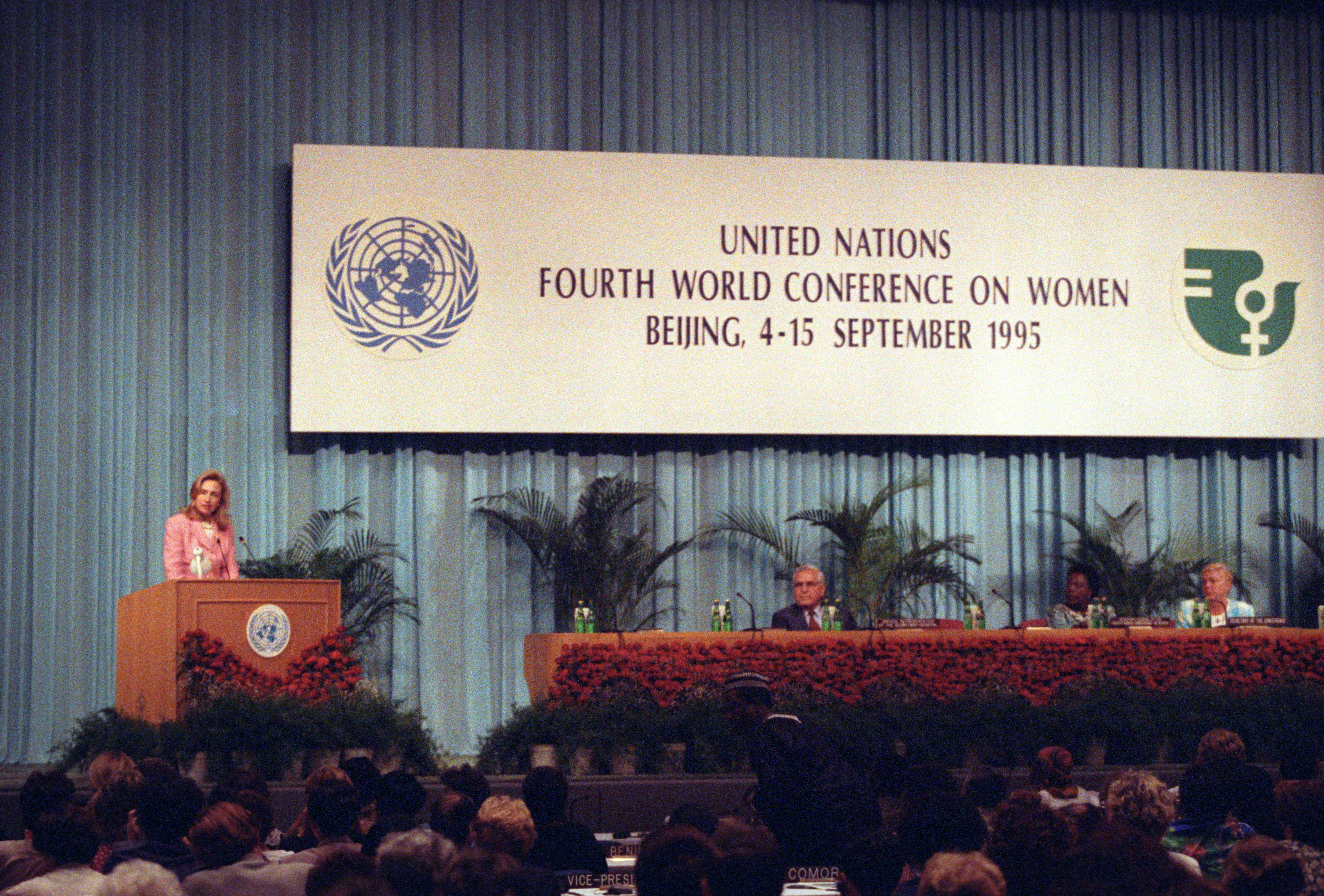
Hillary Clinton interviene alla IV Conferenza delle Nazioni Unite sulle donne a Pechino, 1995

Nel 2020, un volume dedicato alla memoria di Rossi-Doria, scomparsa nel 2017, riprende alcune di queste tematiche, inserendole in un contesto di confronto internazionale con studiose europee, americane e asiatiche. Il libro Women's History at the Cutting Edge. An Italian Perspective, curato da Teresa Bertilotti e pubblicato da Viella, raccoglie i contributi presentati al convegno promosso nel 2018 a Roma dalla Giunta Centrale per gli Studi Storici. L’obiettivo del volume è quello di tracciare un bilancio degli sviluppi della Women’s and Gender History in Italia negli ultimi due decenni e di individuare le sfide future della disciplina.
Il testo risponde alle cinque domande chiave sollevate durante la tavola rotonda Women’s History at the Cutting Edge, organizzata nel 2015 dall'International Federation for Research in Women’s History (IFRWH) all'interno del XXII Congresso dell'International Committee for Historical Sciences, tenutosi a Jinan, in Cina. Le questioni affrontate riguardano i risultati raggiunti dalla storia delle donne e di genere negli ultimi vent’anni, il grado di integrazione della disciplina nella ricerca accademica, l'impatto degli studi sulla mascolinità, il rapporto con la nuova storiografia critica del colonialismo e dei processi di razzializzazione, e il dialogo con la global history.

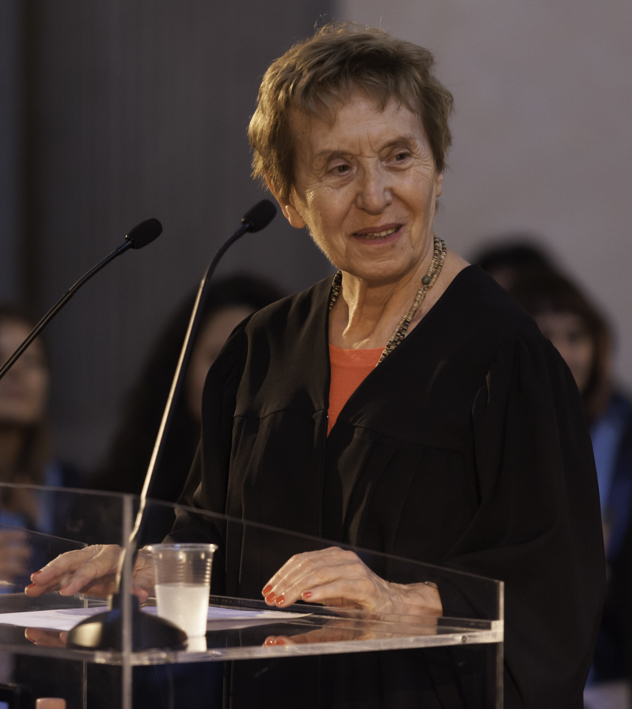
La storica francese Michelle Perrot, curatrice con Georges Duby della serie Storia delle donne in Occidente

I saggi di Maria Pia Casalena e Simona Feci riflettono sulle prime due questioni, sottolineano la particolarità del percorso italiano, diverso sia dal modello anglo-americano, caratterizzato dall'integrazione di specifici corsi nelle università, che dal modello francese. Come ricordava Françoise Thébaud in un suo saggio, le storiche francesi, per ragioni teoriche e strategiche, evitarono di definire il loro campo di studi come "storia femminista", e la storia delle donne, dopo un periodo di iniziale diffidenza da parte della comunità accademica nonostante il successo ottenuto a livello scientifico ed editoriale con la produzione dell'Histoire des femmes en Occident, curata da Michelle Perrot e Georges Duby, ricevette piena legittimazione sia a livello intellettuale che istituzionale.
Il caso italiano, come evidenziano Casalena e Feci, è invece caratterizzato da un doppio approccio: da un lato, il desiderio di istituzionalizzazione, dall’altro, la rivendicazione di autonomia nella ricerca. Fin dai suoi esordi, infatti, il percorso della storia delle donne si è sviluppato in dialogo costante con il femminismo ed è stato connotato da un intreccio tra attività accademica e iniziative indipendenti. Queste ultime, improntate a una forma di resistenza all'istituzionalizzazione, comprendono la fondazione della Società Italiana delle Storiche, la creazione di diverse riviste, l’organizzazione di numerosi convegni e la pubblicazione di volumi e serie monografiche.

Questo modello ha garantito ampia visibilità alla storia delle donne e di genere anche al di fuori dell’accademia, rafforzandone la presenza nelle riviste storiografiche italiane e consolidandone un’identità scientifica autonoma. Come osserva Ida Fazio nella sua recensione al volume, la storia delle donne ha saputo mantenere margini di libertà e di autonomia della ricerca dai rigidi vincoli istituzionali e accademici, conquistandosi uno spazio autorevole nel panorama storiografico. Tuttavia, questa stessa indipendenza ha avuto anche conseguenze negative: la debolezza istituzionale della disciplina, la sua separatezza dal più ampio dibattito storiografico e la sua mancata piena integrazione nei curricula universitari hanno favorito precarietà occupazionale e creato difficoltà nella continuità generazionale. 

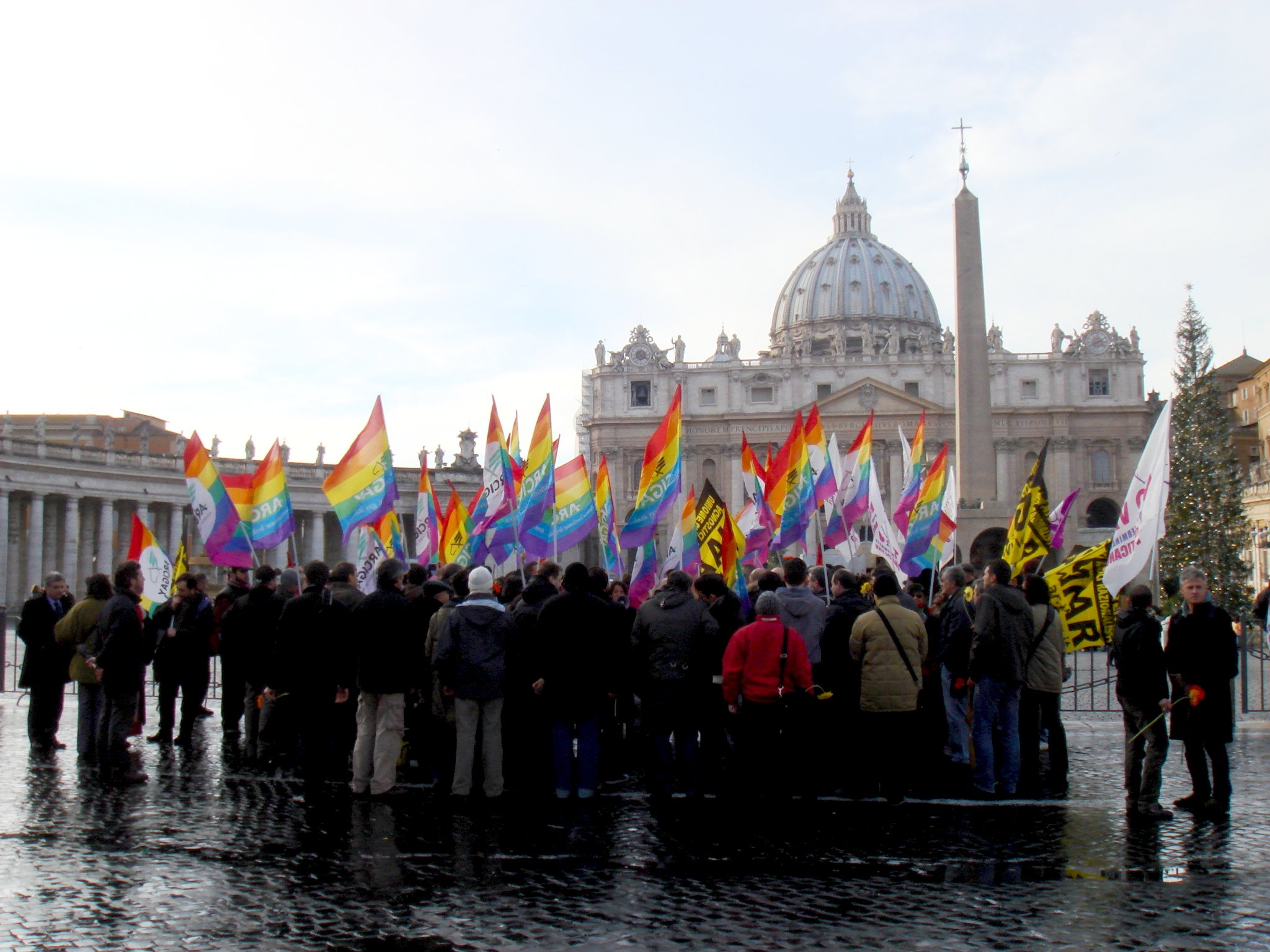
Manifestazione gay, Roma 2018

Esplorando il rapporto tra storia di genere e men's studies, uno degli altri quesiti posti alle storiche dei vari paesi per fare il punto sui risultati raggiunti dalla disciplina nei diversi contesti nazionali, Domenico Rizzo nel suo saggio registra il ritardo della ricerca italiana sugli studi sulla mascolinità rispetto ad altri paesi. I lavori pubblicati fino a quel momento, come il volume collettaneo Genere e mascolinità (2000), una raccolta di saggi metà dei quali scritti da uomini, comprensivo di articoli sull'omosessualità e sulla rappresentazione della mascolinità, o il numero della rivista Genesis dedicato alla mascolinità, restavano pochi e frammentari, senza generare un nuovo filone di studi. Rizzo propone una revisione critica delle categorie interpretative impiegate negli studi italiani sulla mascolinità, ritenendole ancora troppo ancorate a una lettura dei rapporti di genere incentrata esclusivamente sulle dinamiche di potere. Secondo l'autore, un confronto più ampio con la storiografia internazionale potrebbe favorire il rinnovamento teorico e metodologico della disciplina.

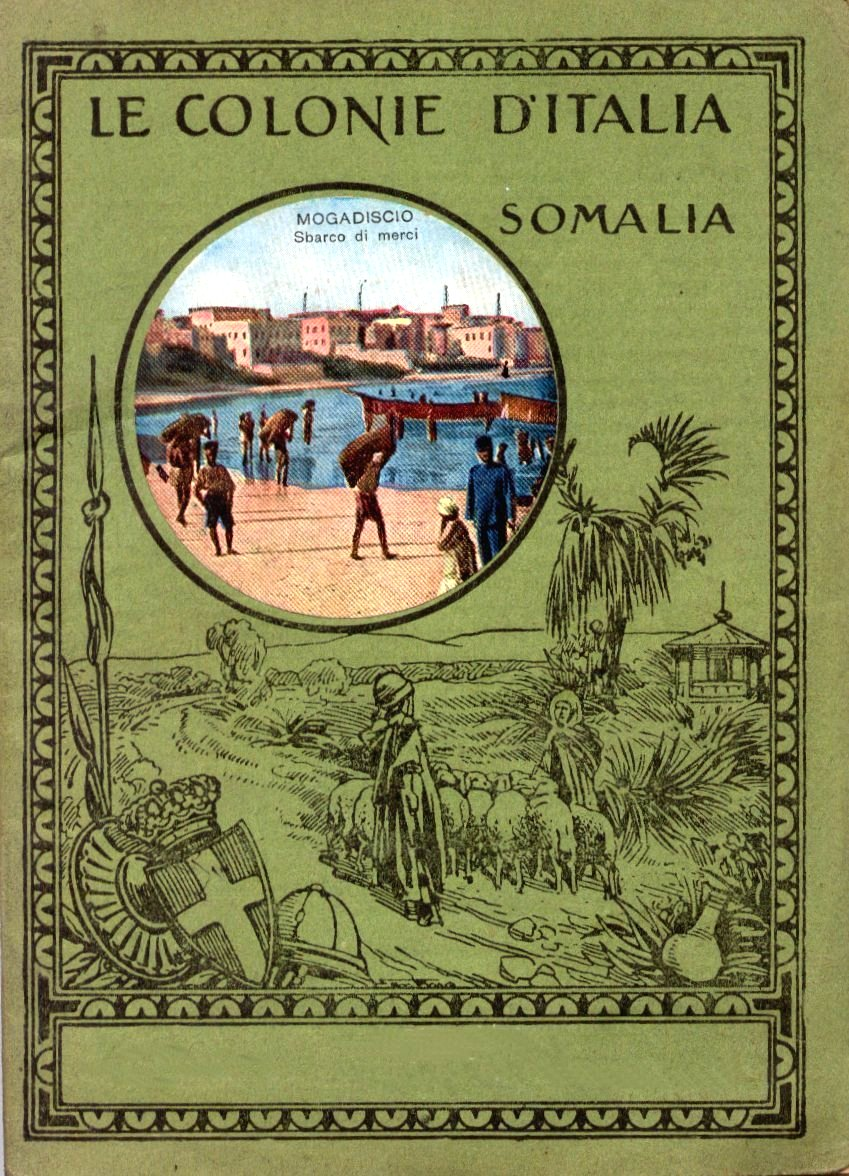
Le colonie d'Italia, quaderno scolastico, 1931

Il rapporto tra storia di genere e la nuova storiografia critica del colonialismo, della razzializzazione e della global history è oggetto di riflessione nei saggi di Catia Papa ed Elisabetta Bini. Se in Italia questi ambiti di ricerca hanno conosciuto uno sviluppo più tardivo rispetto ad altri paesi, dagli anni duemila si è assistito a un progressivo ampliamento del campo di studi. Questo rinnovamento è stato favorito da diversi fattori: il crescente dialogo con gli studi internazionali di storia di genere, l’ingresso di nuove studiose nell’accademia e l’apertura di spazi di confronto a livello globale, come le Conferenze Mondiali sulle Donne di Pechino (1995), New York (2005) e Milano (2015).
Le ricerche più recenti si sono concentrate su temi quali la sessualità e il genere all’interno della politica coloniale italiana, nonché sulle persistenze dei dispositivi razzisti e sessisti nel passaggio dall’Italia coloniale all’Italia repubblicana. Inoltre, si è iniziato a indagare il modo in cui i processi di razzializzazione hanno attraversato la storia delle italiane, in particolare nelle migrazioni interne. Questi sviluppi, ancora in corso, indicano un progressivo allineamento della ricerca italiana agli approcci dell’intersezionalità e della global history, aprendo nuove prospettive per il futuro della disciplina.